# Горішні Плавні
Горі́шні Пла́вні (до 2016 року — Комсомо́льськ) — місто в Україні, адміністративний центр Горішньоплавнівської міської громади Кременчуцького району Полтавської області. Наймолодше та найбільш промислове та культурне місто Полтавської області.
Офіційна дата заснування — 29 листопада 1960 року. 24 квітня 1972 року селище набуло статусу міста, а 6 квітня 1977 року Комсомольськ набув статусу міста обласного підпорядкування.
16 квітня 2019 року Горішні Плавні — адміністративний центр утвореної Горішньоплавнівської міської громади.
17 липня 2020 року, в результаті адміністративно-територіальної реформи, місто увійшло до складу Кременчуцького району.

## Географія
Місто Горішні Плавні розташоване на півдні Полтавської області, на лівому березі річки Дніпро (Кам'янського водосховища), на південний схід від Кременчука, в межах Придніпровської низовини в лісостеповій зоні у межиріччі Псла та Сухого Кобелячка, за 110 км від обласного центру залізницею (від станції Золотнишине), автошляхом за 105 км. Відстань до Києва становить 311 км.

### Місце та рельєф
Річище Дніпра в районі міста сильно порізане, що сприяло виникненню численних лиманів та невеликих островів. Місто з трьох боків обтікають р. Псел і Дніпро та води затоки Барбари. Крім цього, до нього примикають відстійники великих розмірів, аж до 12 км.
Тектонічно Горішні Плавні належать до Українського кристалічного щита в межах Східноєвропейської платформи. Через це місцевість рівнинна, мало пересічена ярами з запасами корисних копалин відповідного роду. Висота міста над рівнем моря становить 69 м.
Біля міста розташований Кременчуцький залізорудний район, що має друге місце в Україні щодо запасів залізорудної сировини (4,5 млрд т). Він простягається в меридіональному напрямку на 45 км. Розвідано 10 родовищ. Переважають залізисті кварцити (вміст заліза в середньому 34 %). Ще є великі запаси гранітів, мігматитів, гнейсів, кварцитів, мармурів, кристалічних сланців, прояви руд кольорових металів, напівкоштовного каміння, діабазів, пісків, суглинків, мінеральних фарб, глин, мінеральних вод.
Місто має значний природно-рекреаційний потенціал: це мальовничі узбережні та острівні ландшафти Дніпра, природні заказники «Лісові озера» та «Заплави Псла», прибережний парк та парк відпочинку. Функціонує яхт-клуб затоки Барбара, що придатна для змагань і тренувань гребців.

### Клімат
Для території міста характерні риси помірно-континентального типу клімату. Тривалість сонячного сяйва — 1970 год/рік. Середньорічна температура повітря +8,1 °С. Середня температура повітря в липні +21,5 °С, в січні — -6 °С. Тривалість безморозного періоду — 182 дні. Середня кількість опадів — 480 мм/рік. Коефіцієнт зволоження — 0,6.

### Транспорт
Автомагістраль державного значення проходить на відстані 12 км від міста.
Залізниця державного значення (вузлова ст. Потоки), звідки здійснюється приміське пасажирське сполучення з Кременчуком та Полтавою, знаходиться на відстані 14 км. У самих Горішніх Плавнях є вантажна ст. Золотнишине. Вона обслуговує ПрАТ «Полтавський ГЗК».
У місті діє вантажний річковий порт.

## Символіка міста
Герб міста показує в символах його суть. Прапор міста — стяг синього кольору, розділений на дві нерівні частини горизонтальною білою смугою.

## Історія

### Походження назви
Горішні Плавні був одним із населених пунктів Горішньоплавнівської сільської ради (до 1957 року) та Пришибської сільради (після 1957 року), що знаходилися за декілька кілометрів від сучасного міста. У 1978 році населений пункт зник з карти України.
Полтавський ГЗК (до 1981 року — Дніпровський ГЗК) та сучасне місто Горішні Плавні споруджені поблизу Горішньоплавнівського та Лавриківського родовищ залізистих кварцитів..
Горішні Плавні — топонім, що вказує на характер місцевості. Плавні біля р. Дніпро ділили на нижні й верхні (горішні). Від цього й назви сіл: Горішні Плавні та Нижні Плавні (теперішній мікрорайон Низи). У давнину майже все Лівобережжя Дніпра було укрите малопридатними для рільництва плавнями. Це були низовинні, часто заболочені або ж занесені пісками землі. Плавні в районі теперішніх Горішніх Плавнів були частково затоплені в 1954, коли будували каскад Дніпродзержинської ГЕС на р. Дніпро..

### Стародавні часи
Територія сучасного міста має цікаву історію. Перші люди з'явились тут наприкінці кам'яної доби (палеоліту) 15-13 тис. років тому.
Упродовж нового періоду кам'яної доби — неоліту (5-3 тис. років до н. е.) на території нашого краю переважно на берегах річок широко розселюються люди (дніпро-донецька археологічна культура). Їх поселення відомі біля Низів, Кам'яних Потоків, Кременчука тощо.
У середині 3 тис. до н. е. досить відсталі неолітичні племена витискаються «іноземцями», прибулими племенами середньостогівської культури. Вони займалися скотарством, мисливством, землеробством, мали озброєну кінноту.
У середині 2 тис. до н. е. на землях сучасного міста з'являються племена багатоваликової кераміки (археологічна культура названа на честь розкішного орнаменту, що наносився на посуд), що переважно займалися тваринництвом та рибальством. Археологами це поселення було розкопане поблизу озера Барбара, а фрагменти їх посуду знайдені у Низах та Дмитрівці.
Поселення біля озера Барбара — пам'ятка археології місцевого значення. Виявлене М. Я. Рудинським (1922 р.), обстежувалося Д. Я. Телегіним, Є. В. Махно та І. М. Шарафутдіновою (1960 р.), М. П. Стаховим, С. О. Єремєєвим і В. В. Лямкіним. (1986—2000 рр.), О. Б. Супруненком, І. М. Кулатовою та К. М. Мироненко (2003 р.), О. Б. Супруненком і В. В. Лямкіним (2008 і 2010 рр). Починаючи з 2005—2006 рр. Ю. Ю. Башкатов проводить розкопки південно-західної частини пам'ятки.
Поселення займає північно-західну частину мису заплавного озера Барбара, площею близько 1,8 га, Наявні культурні нашарування мають товщину близько 0,80 м, в якому є знахідки черняхівської гончарної кераміки; ліпного посуду доби пізньої бронзи, неолітичної та енеолітичної кераміки і виробів з кременю. З розмиву походять також окремі уламки ліпного пізньоямного посуду та бабинської культури, фрагменти гончарного посуду і металеві вироби козацької епохи (XVII—XVIII ст.).
Відомі окремі матеріали доби неоліту, бронзи, ліпна кераміка з пізньоскіфськими елементами, превалюють ― знахідки черняхівської та вельбарської культур. Крім кількох господарських і стовпових ям, колії давньої дороги, виявлені рештки великої наземної будівлі а також господарської споруди і сліди огорожі.
З дослідженої будівлі походить традиційний для вельбарської культури набір кераміки. Рештки виявленої будівлі відносяться до залишків великих наземних жител, характерних як для черняхівської, так і для вельбарської культур, котрі традиційно пов'язуються з германським населенням. За знахідками, досліджена будівля датується рубежем ІІІ-IV ст. н. е.,
III— та другої половини IV ст. н. е., V—IV тис. до н. е., II тисячоліття до н. е., І тисячоліття до н. е., ХІІ — XIV ст., XVII—XVIII ст.
Племена доби бронзи на території краю займалися напівкочовим скотарством та землеробством, про що свідчать численні археологічні знахідки (фігурки свійських тварин, зернотерки, бронзові серпи).
Перемога залізної доби сприяла появі на території нашого краю раніше невідомих народів. З середини 1 тис. до н. е. (VII століття до н. е.) тут оселяються скіфи, що займалися землеробством, скотарством та торгівлею з грецькими колоніями.
Неподалік міста розташована пам'ятка археології місцевого значення — селище Редути. Розташоване за 1,52 км на південь від залізнично-шосейного перехрестя на західній околиці мікрорайону Низи, за 1,20 км на північний схід від залізничної платформи «Редути» і Редутського гранітного кар'єру, біля асфальтної дороги до дачного товариства «Вікторія», за 4,51 км на захід-північний захід від приміщення виконкому Горішньоплавнівської м.р.
Вказане селище займає невелике підвищення у заболоченій заплаві лівого берега озера Плоске. Поверхня пам'ятки задернована. Культурні нашарування збереглися на площі менше 0,4 га (65 х 50 м). Переважна більшість знахідок належить винятково кухонній ліпному посуду передскіфського часу.
Селище належить до числа порівняно тривалих поселень носіїв передскіфського часу (чорноліська-білогрудівська культури).
(XI—IX, VII—IV ст. до н.е, ранній залізний вік)
Селище виявлене В. В. Лямкіним у 1998 р. В 2005 р. обстежувалося О. Б. Супруненком, В. В. Шерстюком і В. В. Лямкіним.
На зміну скіфам у ІІ ст. до н. е. в Україну просуваються племена сарматів. Старожитності цих народів знайдені майже у всіх досліджених курганах поблизу міста.
Здобутки римської культури принесли на наші землі племена черняхівської культури (III — кінець IV століття), які густо заселяли береги річок Дніпра та Псла. Їх пам'ятки знайдені на березі озера Барбара. Також сліди їх культури знайдені біля Дмитрівки, Золотнища, Низів, Піддубного, Келеберди тощо. Досить розвинуті племена черняхівської культури були підкорені після гунської навали наприкінці 4 ст..
До формування сучасних слов'ян мають стосунок представники пеньківської, колочинської культур (V-VIII ст. н. е.) та давньоруські поселення (з кінця IX до середини XIII століття), що зустрічаються в межах сучасного міста поблизу затоки Барбара (у районі сіл Келеберда та Дмитрівка). Мешканцям цих невеличких населених пунктів довелося бути як землеробами, так і воїнами, адже життя на степовому кордоні було дуже небезпечним. Також у період існування Давньоруської держави край опинився на перетині багатьох водних і сухопутних шляхів, найвідоміший з яких «Із Варяг у Греки» (кінець IX—XII століття). Він пролягав в основному Дніпром та Чорним морем, від Балтики до Візантії.
Долітописний період історії закінчився монголо-татарським розгромом Русі (1240) та значним спустошенням краю. До початку XVII ст. він використовувався населенням тільки для полювання, рибальства і бортництва через малопривабливі для хліборобства землі та безлюдні простори Дикого поля.
1558 р. трохи на захід від сучасних Горішніх Плавнів було засноване Псельське місто, яке кілька років слугувало важливою базою для військ Івана Грозного. Проте місто знесли 1563 р. у сподіванні на мирний договір з Кримським ханством.[джерело?]

### Історія території до заснування міста
За результатами досліджень вчених, у 4–3 тис. до н. е. формувалася індоєвропейська культурно-історична спільнота. Україною проходили торговельні шляхи, починаючи від бронзової доби і скіфських часів до Київської Русі.
Недалеко від міста є видатні пам'ятки прадавньої історії України: Дереївське енеолітичне поселення, Компаніївський могильник III—IV ст. н.е., курганна група із трьох насипів «Три брати», курган «Цегельня», курган «Зозулина могила», «Стогніївська могила», «Шведська могила» та «Могила Стовбувата». На місті сучасних Горішніх Плавнів залишили свої сліди всі племена, які проживали в цій місцевості: скіфи, сармати, готи та ранні слов'яни.
Найдавніше поховання кочівників датується 41–42 ст. тому. Поховання неодноразово досліджували відомі археологи старшого покоління: І. Ляпушкін, Є. Махно, Д. Телегін та сучасні дослідники: Ю. Шилов, Л. Лугова, О. Супруненко, Ю. Башкатов. За доби Гетьманщини — територія Келебердянської сотні Полтавського полку.
З Дніпром місто пов'язано не тільки назвою і своїм місцем розташування. Горішні Плавні — місто-пам'ятник. Він побудований на місці жорстоких боїв. У цьому місці в роки Німецько-радянської війни йшли до бою бійці 252-ї та 299-ї Харківських Стрілецьких Дивізій. У 1967 за рішенням тодішньої Комсомольської селищної ради у місті споруджено пам'ятник радянським солдатам, біля підніжжя якого було запалено так званий «вічний вогонь». Там, де восени 1943 року відбувалися бої під час форсування Дніпра частинами червоної армії, над річкою Дніпро було споруджено Курган Слави, а 11 жовтня 1974 року, до 30-річчя визволення України від нацистських загарбників, тут був урочисто відкритий обеліск Слави радянським воїнам, які загинули під час форсування Дніпра.
Початок дослідження Кременчуцької магнітної аномалії видатним ученим магнітологом Петром Армащевським та дослідником природничих наук Володимиром Вернадським стосуються другої половини XIX століття (1882). Понад 100 років тому дослідниками Полтавського краю були відзначені численні магнітні аномалії, одна з яких, за словами академіка Володимира Вернадського, відрізнялася особливою інтенсивністю. Неподалік від Кременчука, в сипучих пісках Дніпровського Лівобережжя, незадовго до початку Німецько-радянської війни, у 1928, ленінградський геофізик Андрій Олександрович Строна знайшов безцінний скарб. Багатокілометровий підземний кряж ховав у собі запаси залізної руди на сотні років. Так була відкрита Кременчуцька магнітна аномалія, яка складалася з 10 родовищ залізистих кварцитів та багатих залізних руд. Через 25 років, у середині 1950-х років, доктор геолого-мінералогічних наук М. Н. Доброхотов, поєднавши результати багаторічних досліджень, прийшов до висновку про доцільність промислової розробки родовищ.
На базі перших двох родовищ: Горішньоплавнінського (тоді Комсомольського) та Лавриківського — у 1961 році розпочато будівництво первістка гірничо-видобувної промисловості в Полтавській області — Дніпровського (з 1981 року — Полтавського) ГЗК.
Місто засноване на місці колишніх хуторів та сіл Горішні Плавні (Горишняки), Пашки, Тищенки, Іскра.

### Заснування міста
6 січня 1961 року радянська газета «Комсомольська правда» на першій шпальті розмістила статтю про будівництво нового гірничо-збагачувального комбінату (майбутнього Полтавського гірничо-збагачувального комбінату) та нового міста на його базі.
12–24 січня 1961 року на станції Редути прибули перші загони полтавців чисельністю 50 осіб — 28 січня 49 робітників з Дніпра, а на початку лютого — групи киян і львів'ян.
Будівництво гірничо-збагачувального комбінату було оголошене "ударною комсомольською будовою". Також на будівництво прибувало багато вихідців з Росії та інших республік СРСР. Це спричинило радянізований та русифікований характер нового міста[джерело?].
З ростом міста, з'являлись нові вулиці: Гірників, Космонавтів, Строни, Молодіжна, Миру, Добровольського, Конституції, Леніна.

### Перейменування
Через декомунізацію, місто потрапило до списку сіл і міст, які потрібно перейменувати. Напередодні кінцевого терміну перейменування міста на сесії міської ради винесли проєкт рішення, яким обґрунтовували назву «Комсомольськ» як таку, що не містить символіки комуністичного (тоталітарного) режиму. Місцева влада вирішила скористатися ідеєю заслуженого вчителя України Сергія Залізняка. Він запропонував вважати назву «Комсомольськ» не похідною від «комсомол», а скороченням від слів: КОлектив Молодих СОціально МОтивованих Людей (Ь) Справжніх (Ь) Козаків. Таким чином, не виконавши вимоги закону України «Про засудження комуністичного та націонал-соціалістичного (нацистського) тоталітарних режимів в Україні та заборону пропаганди їхньої символіки» та не запропонувавши у встановлений законом строк Верховній Раді пропозицій для перейменування назви міста, Комсомольська міська рада втратила право вирішувати долю його назви.
Комітет Верховної Ради з питань місцевого самоврядування підтримав пропозицію Інституту національної пам'яті про перейменування Комсомольська на Горішні Плавні. 17 березня 2016 року проєкт відповідної постанови № 485, у якому, крім Комсомольська, йшлося про цілу низку інших населених пунктів, внесено до порядку денного пленарного засідання Верховної Ради України, однак не був розглянутий й остаточно ухвалений Верховною Радою України 19 травня 2016 року. Нова назва викликала певний резонанс у суспільстві.
8 червня 2016 року відбулися повторні громадські слухання щодо назви міста, на яких 70 % присутніх висловились за те, щоб їх місто називалося Святомиколаївськ. Міська влада заявила, що буде оскаржувати перейменування Комсомольська на Горішні Плавні в суді.
|  | На жаль, зараз місцева влада продовжує боротися та підбурювати місцевих мешканців розмовами, що вони будуть через суди оскаржувати та повертати попередню назву чи придумувати нову. Нічого насправді цього вже неможливо. Варто було скористатися надзвичайною популярністю цього дуже гарного та пізнаваного нового бренду, |

 — сказав керівник Інституту національної пам'яті Володимир В'ятрович.
22 листопада 2016 року Вищий адміністративний суд України відхилив позов Горішньоплавнівської міської ради до Верховної Ради про скасування перейменування міста.

### Створення об'єднаної територіальної громади
16 квітня 2019 року на засіданні 44-ї сесії Горішньоплавнівської міської ради Полтавської області депутати міської ради 7-го скликання розглянули та погодили проєкт рішення «Про добровільне приєднання до територіальної громади міста обласного значення», яким ухвалили добровільне приєднання Келебердянської та Салівської сільських рад (села Келеберди, Салівки, Карпівки, Махнівки, Петрашівки) до Горішньоплавнівської міської ради і створення об'єднаної територіальної громади (ОТГ) з центром у м. Горішні Плавні. У ході засідання депутати також ухвалили проєкт рішення щодо реорганізації сільських рад та створення Салівського та Келебердянського старостинських округів. До проведення виборів в.о. старости Салівського старостинського округу призначили Любов Бовбас, в.о. старости Келебердянського старостинського округу — Оксану Задворну.
7 липня 2020 року на 58-й сесії Горішньоплавнівської міської ради ухвалено рішення щодо приєднання до Горішньоплавнівської міської громади Дмитрівської СТГ (Дмитрівка, Базалуки,Кияшки, Кузьменки, Солонці та Гора) та Григоро-Бригадирівської СТГ  Кобеляцького району Полтавської області (Григоро-Бригадирівка, Солошине та Мотрине).

### Адміністративний устрій
Горішньоплавнівська міська територіальна громада Кременчуцького району Полтавської області включає м. Горішні Плавні, села: Келеберду, Салівку, Карпівку, Махнівку, Петрашівку, Дмитрівку, Базалуки, Кияшки, Кузьменки, Солонці, Гору, Григоро-Бригадирівку, Солошине, Мотрине.
Входить до складу виборчого округу 150 разом з частиною Автозаводського району (мікрорайон Ближнє Молодіжне і все що на північ від нього) м.Кременчук та Кременчуцьким районом.

## Очільники міста
| Прізвище, ім'я                    | Посада                                                        | Роки на посаді |
| --------------------------------- | ------------------------------------------------------------- | -------------- |
| Валентина Кузьмівна Рижова        | Голова виконкому селищної ради                                | 1964—1967      |
| Людмила Іванівна Бугаєвська       | Голова виконкому міської ради                                 | 1976—1977      |
| Валерій Миколайович Поляков       | Голова виконкому міської ради                                 | 1979—1980      |
| Павло Петрович Василенко          | Голова виконкому міської ради                                 | 1980—1987      |
| Віктор Іванович Капустянський     | Голова виконкому міської ради                                 | 1987—1990      |
| Анатолій Миколайович Трефілов     | Голова виконкому міської ради                                 | 1990           |
| Микола Олександрович Загубибатько | Голова виконкому міської ради                                 | 1990—1992      |
| Антоніна Іванівна Прядко          | Голова виконкому міської ради                                 | 1990—1994      |
| Олександр Павлович Попов          | Голова виконкому міської ради — Комсомольський міський голова | 1994—2007      |
| Сергій Андрійович Супрун          | Міський голова                                                | 2007—2015      |
| Дмитро Геннадійович Биков         | Міський голова                                                | 2015—          |

## Населення
Чисельність населення за роками
| 1961 | 1970   | 1979   | 1989   | 2001   | 2019   |
| ---- | ------ | ------ | ------ | ------ | ------ |
| 658  | 14 555 | 37 909 | 51 645 | 54 740 | 51 215 |

### Національний та мовний склад
| Народ     | Чисельність, осіб | Частка від усього населення, % |
| --------- | ----------------- | ------------------------------ |
| українці  | 42 789            | 78,39 %                        |
| росіяни   | 10 673            | 19,55 %                        |
| білоруси  | 450               | 0,82 %                         |
| вірмени   | 108               | 0,20 %                         |
| німці     | 93                | 0,17 %                         |
| молдовани | 77                | 0,14 %                         |
| інші      | 395               | 0,72 %                         |
| Разом     | 54 585            | 100,0 %                        |

| Мова       | Частка від усього населення, % |
| ---------- | ------------------------------ |
| українська | 72,18 %                        |
| російська  | 27,21 %                        |
| білоруська | 0,22 %                         |
| вірменська | 0,12 %                         |
| молдовська | 0,05 %                         |
| інші       | 0,22 %                         |
| Разом      | 100,0 %                        |

## Промисловість

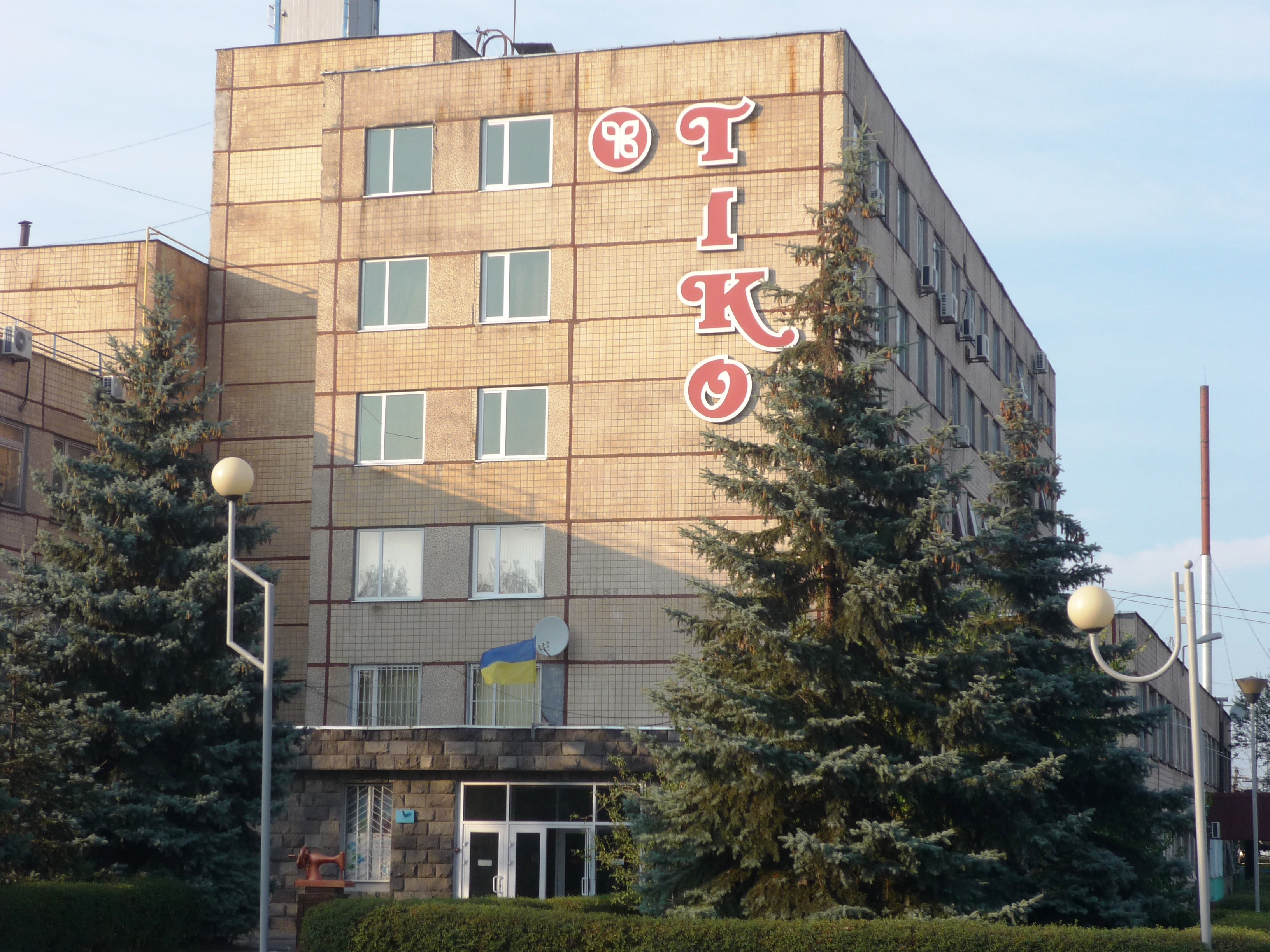
Швейна фабрика

Економічну основу міста складає гірничодобувна промисловість, на яку припадає 96,4 % загального обсягу реалізації промислової продукції міста.
Підприємством, яке представляє добувну галузь та визначає рівень промислового виробництва по місту в цілому, є ПГЗК. Це один із найпотужніших гірничо-збагачувальних комбінатів України. Підприємство спеціалізується на видобутку залізної руди та виробництві високоякісних котунів для металургійних підприємств (11,5 млн т залізорудних котунів на рік) та експортує свою продукцію за кордон в Австрію, Німеччину, Словаччину, Чехію, Сербію, Китай, Японію, Південну Корею та в інші країни.
Добувну промисловість також представляє ТОВ «ЄГЗК», що спеціалізується на видобутку та транспортуванні залізної руди.
ТОВ «БГЗК» здійснює розбудову інфраструктури та проводить розкривні роботи з метою подальшого видобутку залізної руди.
До важливих підприємств міста також входять Редутський кар'єр філії «Центр управління промисловістю» ПАТ «Укрзалізниця» та ПАТ «Рижівський гранітний кар'єр». Вони займаються видобутком граніту, виробництвом щебеню різних фракцій для підсипки залізничних транспортних шляхів та будівництва автомобільних доріг в Україні.
У місті розвинена легка промисловість, а саме: виробництво трикотажних виробів. Найбільшими виробниками в цій галузі є: ВКФ «Тіко-престиж», ТОВ «Коста», ТОВ «Шарттекс», ТОВ «Валері-текс», ТМ «Трикотажний рай» та ТМ «АВЕКС ТЕКС».

## Освіта

### Дошкільні навчальні заклади
Перелік закладів дошкільної освіти міста станом на червень 2019 року:
- «Дзвіночок»,
- «Сонечко»,
- «Дюймовочка»,
- «Росинка»,
- «Горобинка»,
- «Чебурашка»,
- «Казка»,
- «Золота рибка»,
- «Попелюшка»,
- «Сонечко» (сільський)

### Загальноосвітні середні школи
Перелік закладів загальної середньої освіти:
- ЗОШ I—III ст. № 1 Горішньоплавнівської міської ради Полтавської області
- ЗОШ I—III ст№ 2 Горішньоплавнівської міської ради Полтавської області
- Спеціалізована загальноосвітня школа I—III ступенів № 3 імені В. О. Нижниченка з поглибленим вивченням предметів суспільно-гуманітарного циклу Горішньоплавнівської міської ради Полтавської області
- Спеціалізована загальноосвітня школа I—III ступенів № 4 з поглибленим вивченням англійської мови Горішньоплавнівської міської ради Полтавської області
- Спеціалізована загальноосвітня школа I—III ст. № 5 ім. Л. І. Бугаєвської з поглибленим вивченням предметів природничо-математичного циклу Горішньоплавнівської міської ради Полтавської області
- ЗОШ I—III ст. № 6 Горішньоплавнівської міської ради Полтавської області
- Дмитрівська середня загальноосвітня школа I—III ст. Дмитрівської сільської ради Полтавської області

Загальноосвітні середні школи
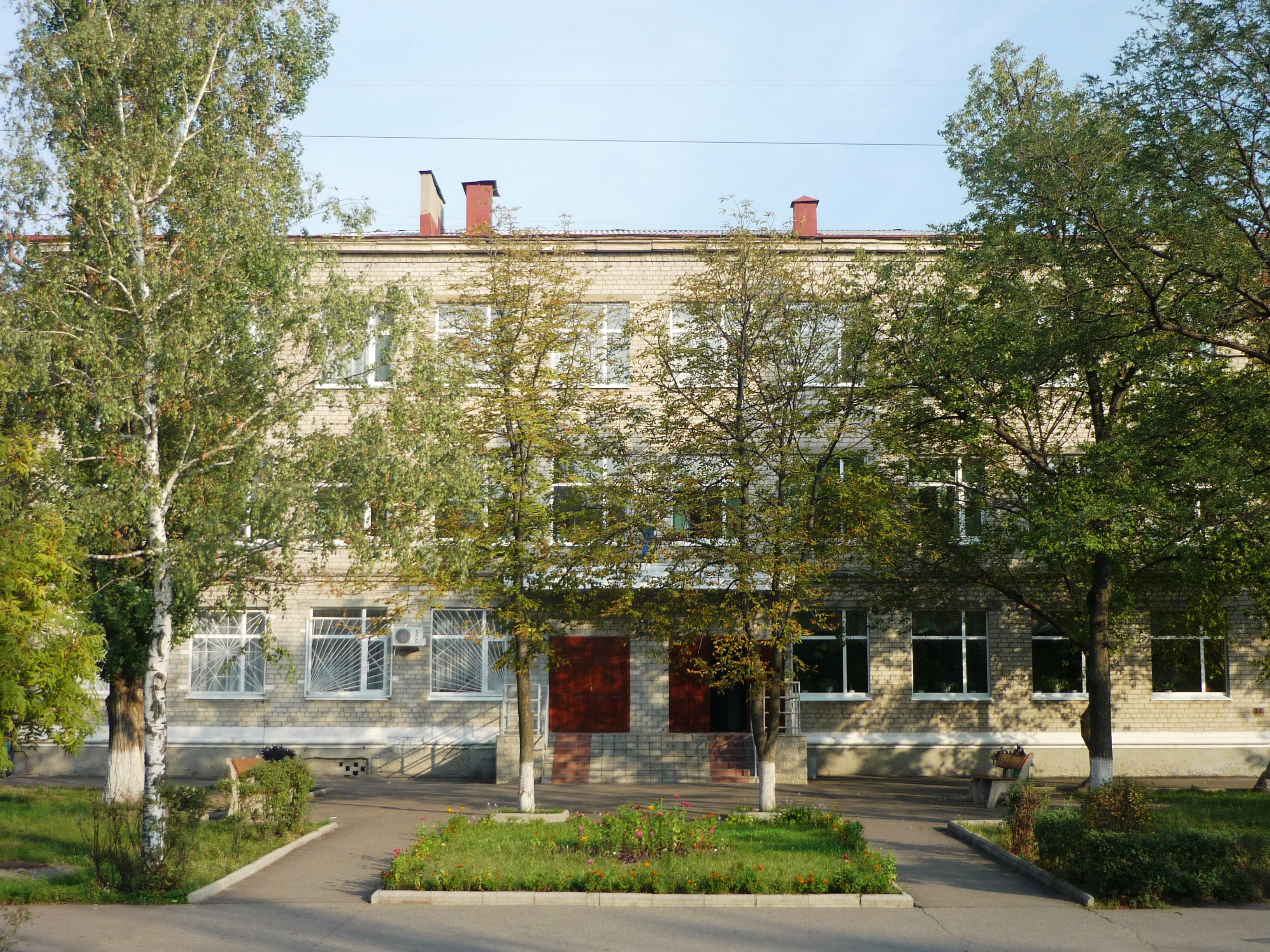
№ 1
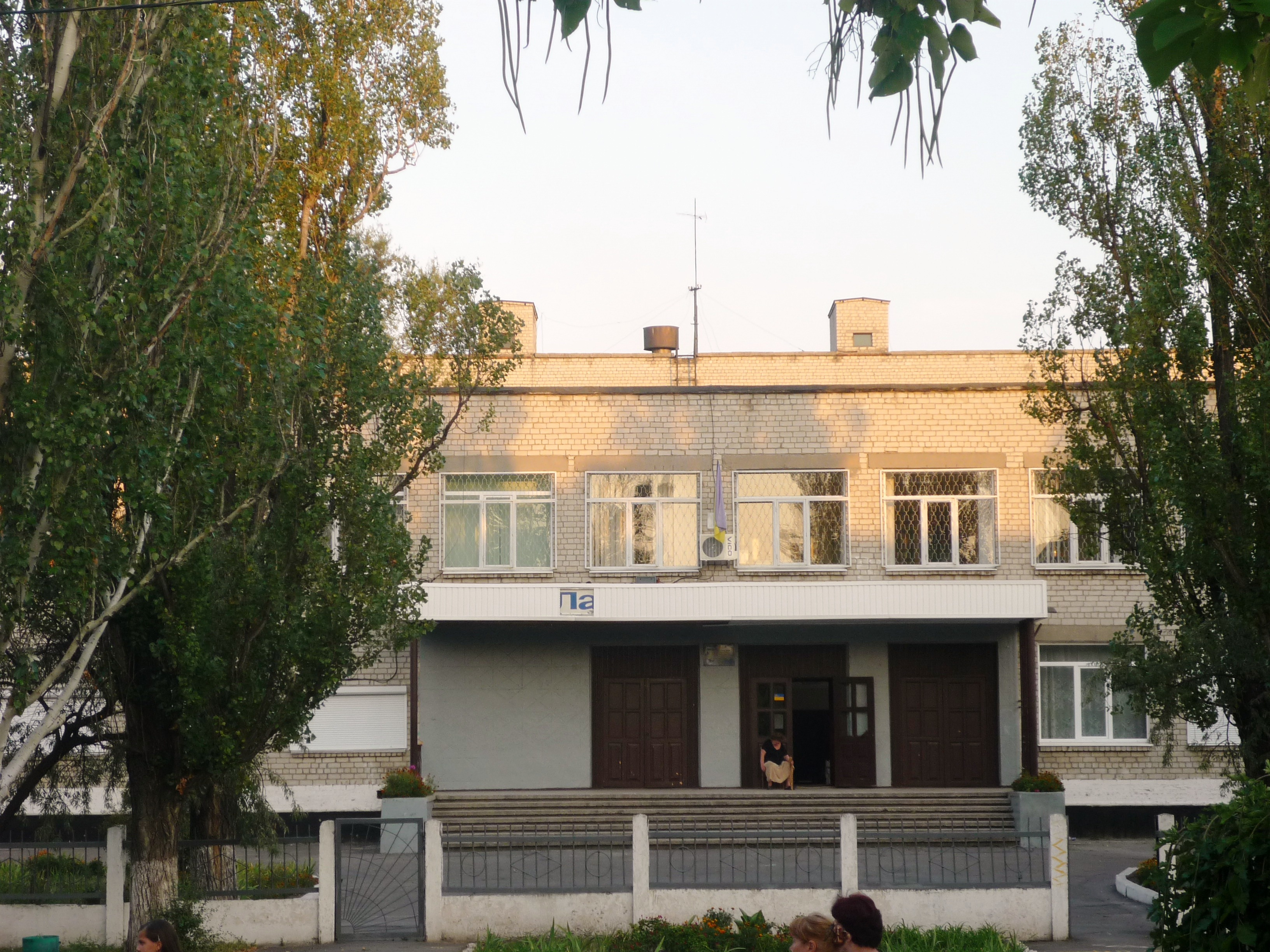
№ 2
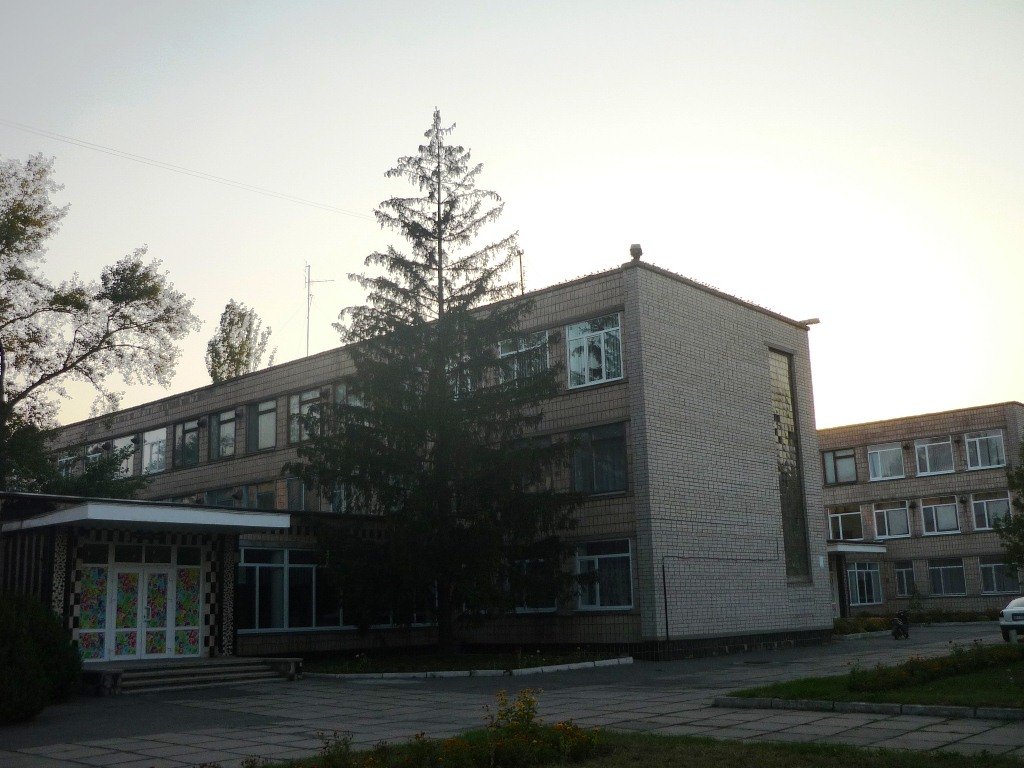
№ 3
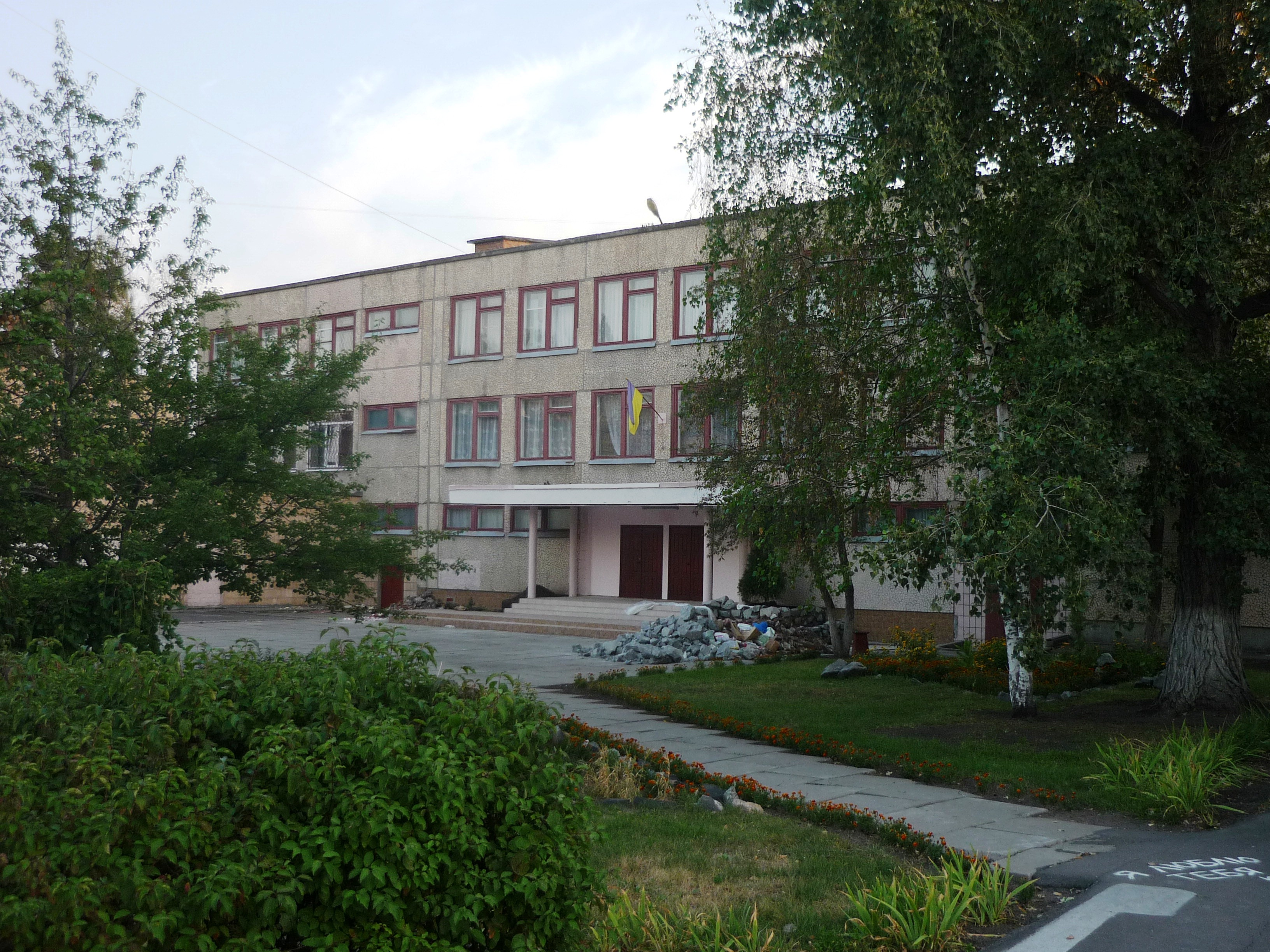
№ 4
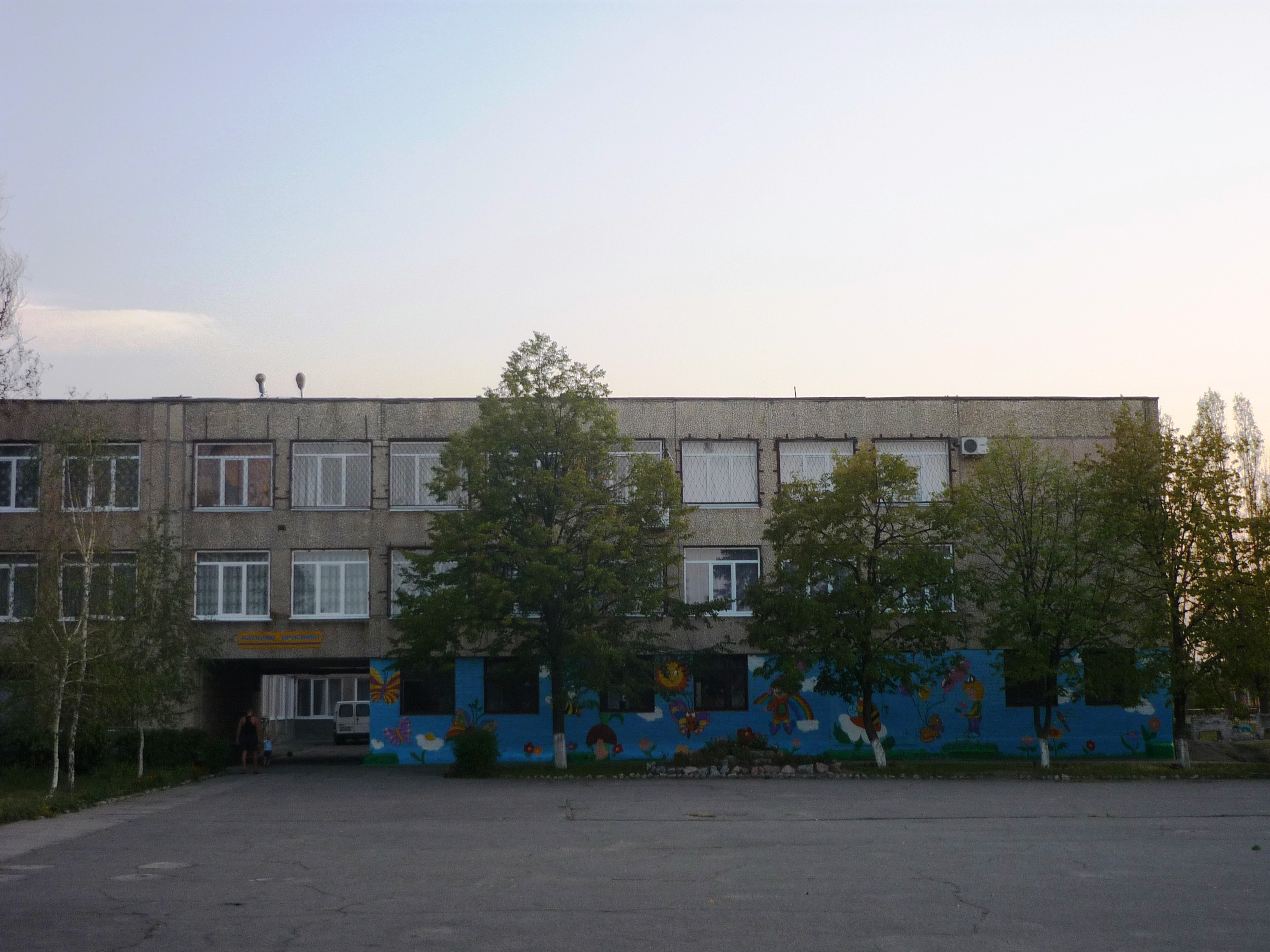
№ 5
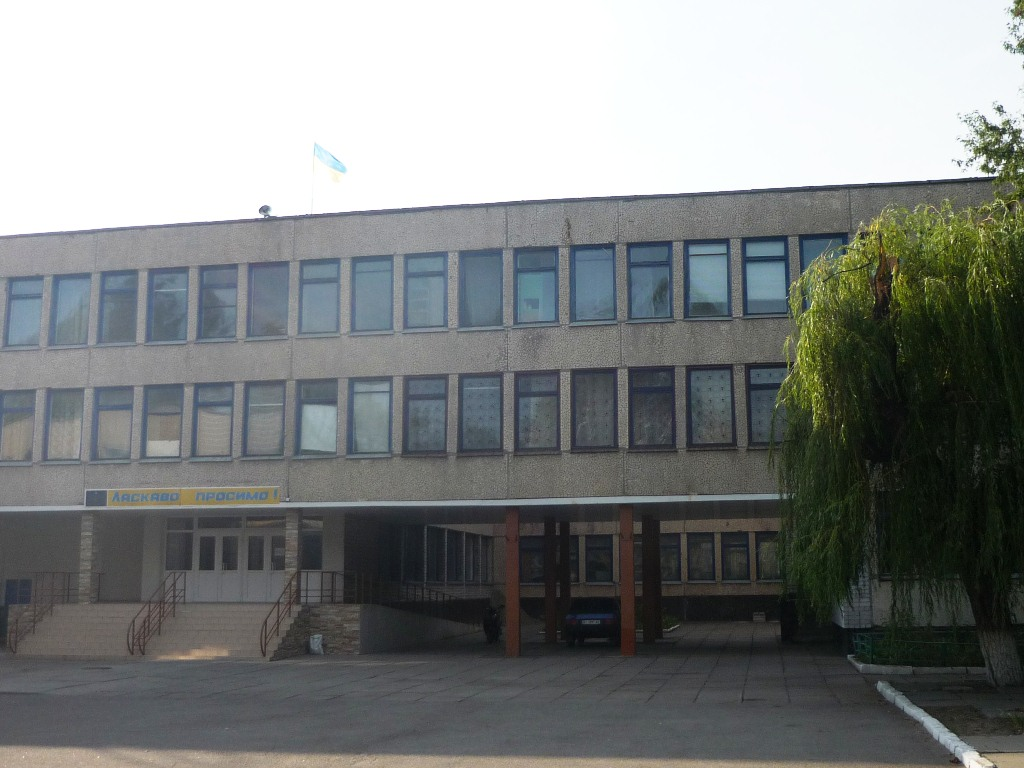
№ 6

### Заклади позашкільної освіти
- Центр дитячої та юнацької творчості
- Палац культури і творчості

### Заклад професійно-технічної освіти

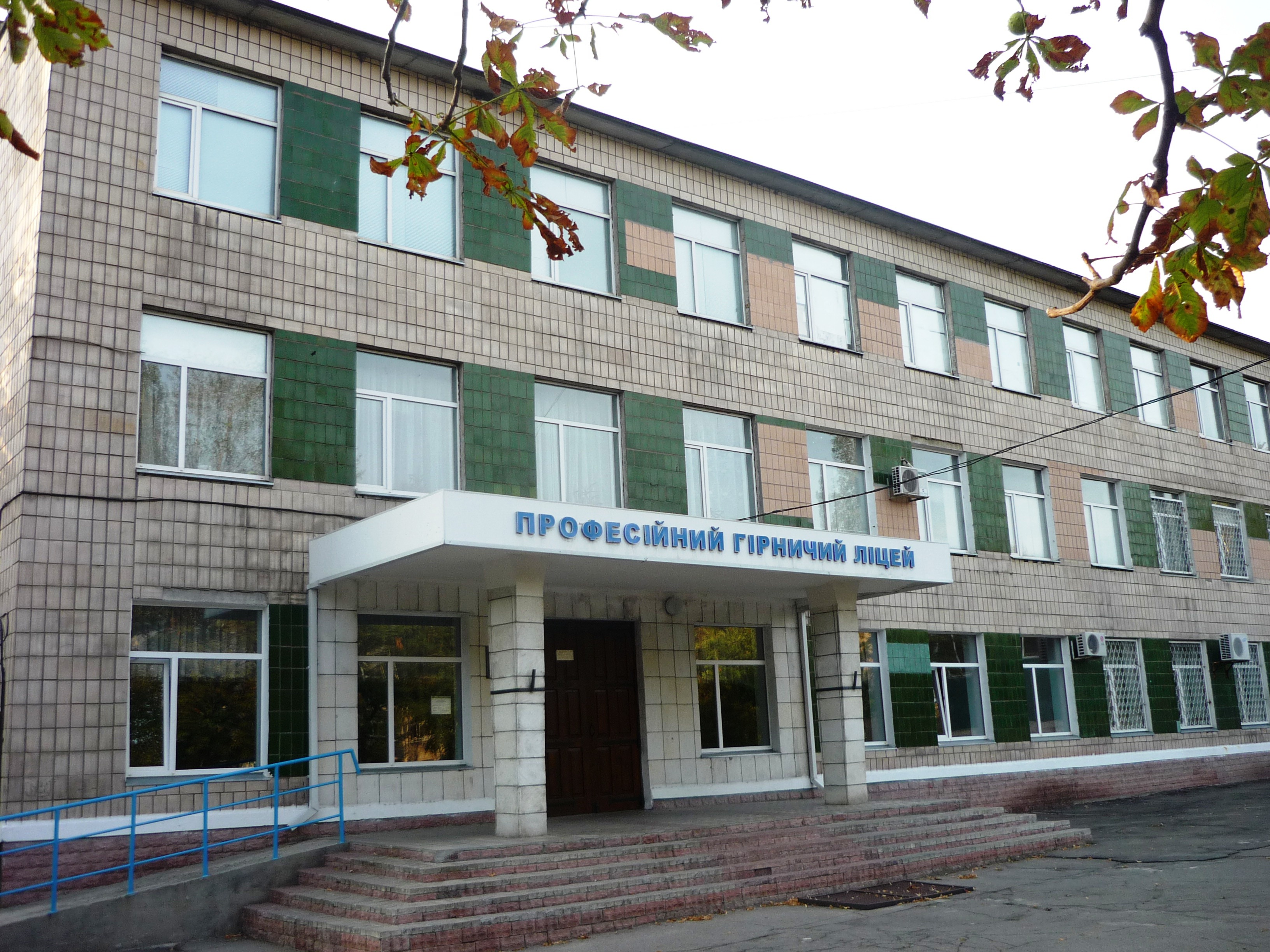
Вище професійне гірничо-будівельне училище

- Вище професійне гірничо-будівельне училище

### Заклади вищої освіти

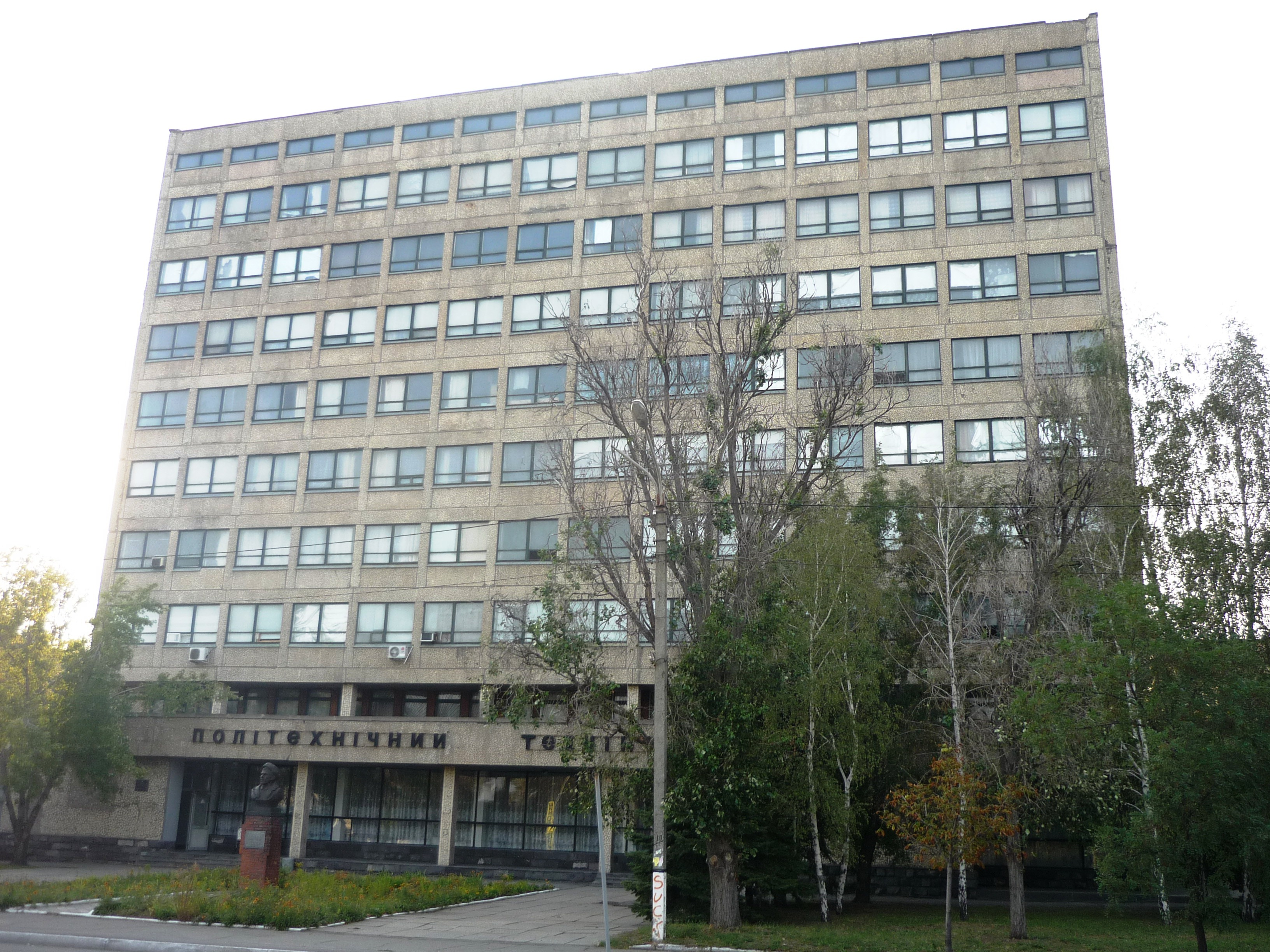
Політехнічний коледж

- Політехнічний коледж Кременчуцького національного університету імені Михайла Остроградського
- Полтавська місіонерська духовна семінарія УПЦ

## Культура

### Мистецькі навчальні заклади
Дитяча художня школа (повна назва — Комунальний Позашкільний Спеціалізований Мистецький Навчальний Заклад «Дитяча художня школа Горішньоплавнівської міської ради Полтавської області»). Відкрита в місті рішенням Комсомольської міської ради 16 травня 1977 року. Нині у школі в 14-ти класах здобувають початкову мистецьку освіту 214 учнів. У 2016—2019 роках спільними зусиллями міського голови Д. Г. Бикова та народного депутата України III—VIII скликань Костянтина Жеваго школа була оновлена.
Дитяча музична школа (повна назва — Комунальний позашкільний спеціалізований мистецький навчальний заклад «Дитяча музична школа Горішньоплавнівської міської ради Полтавської області») — заснована 8 серпня 1968 року рішенням міської ради м. Кременчук. На той час у школі навчалося 60 учнів. Сьогодні контингент учнів складає 320 дітей.

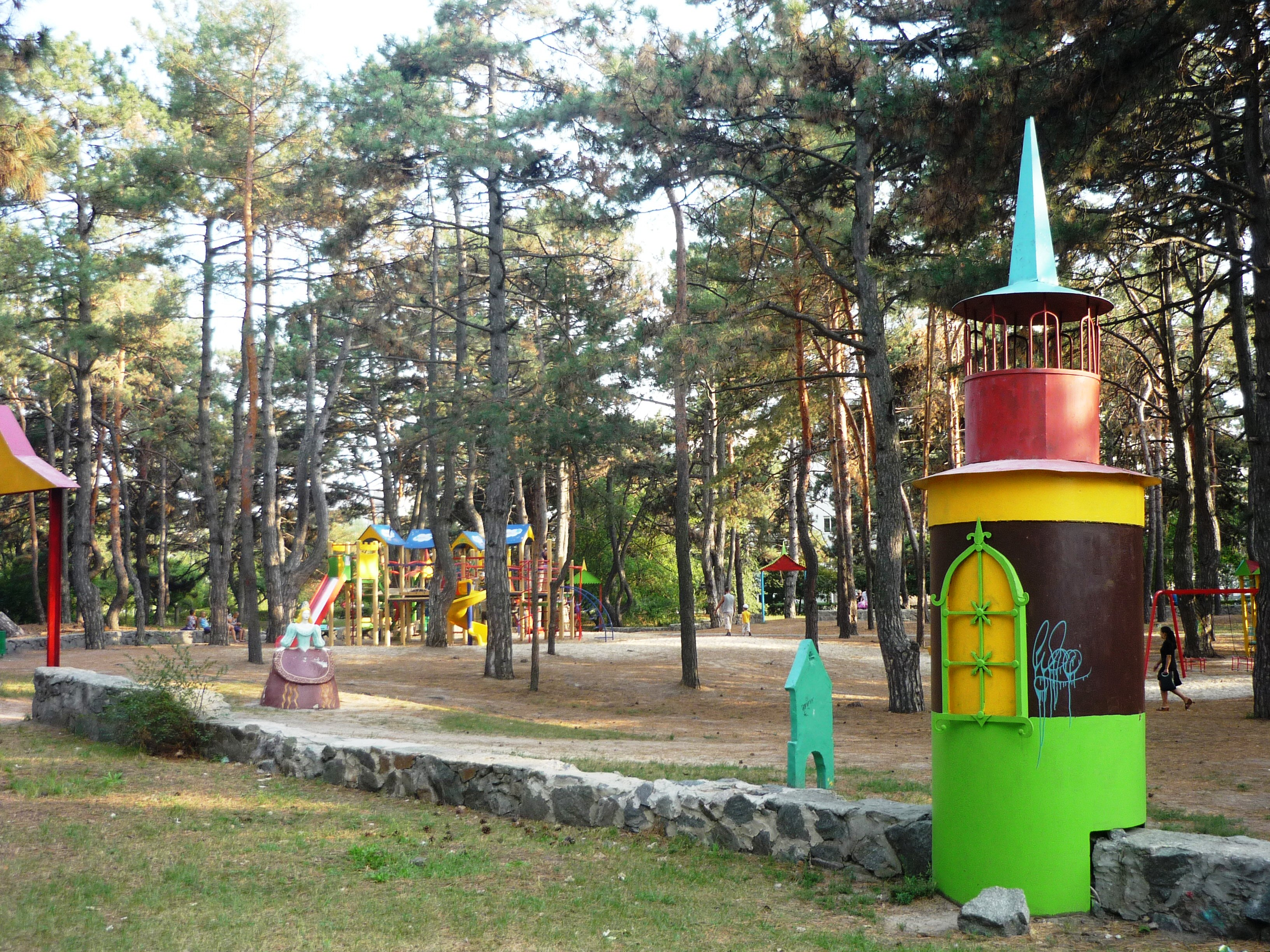
Міський парк

### Централізована бібліотечна система
Комунальний заклад «Централізована бібліотечна система Горішньоплавнівської міської ради Полтавської області» 
1 вересня 1967 року із заснування центральної міської бібліотеки для дорослих. У 1988 році було створено централізовану бібліотечну систему (ЦБС).
До складу Горішньоплавнівської ЦБС входять 5 бібліотек:
- центральна міська бібліотека (м. Горішні Плавні, вул. Миру, 22);
- дитяча міська бібліотека (м. Горішні Плавні, просп. Героїв Дніпра, 40);
- бібліотека-філія № 1 (м. Горішні Плавні, мікрорайон «Піддубне», вул. Горького, 55);
- бібліотека-філія № 2 (с. Дмитрівка, вул. Спортивна, 52);
- бібліотека-філія № 3 (с. Кияшки, вул. Набережна, 10-Г).

Фонди ЦБС налічують 174 тис. книг та періодичних видань.
З 2016 року за підтримки міського голови Дмитра Бикова, народного депутата України 3-8 скликань Костянтина Жеваго відбулося оновлення бібліотечного фонду та матеріально-технічної бази ЦБС. З 2016 по 2019 рік закуплено майже 3,5 тис. нових книг. У 2017 році придбано 15 нових комп'ютерів. Для користувачів центральної міської бібліотеки працює Інтернет-центр із безкоштовним доступом до інтернету та Wi-Fi. У 2018 році придбано автоматизовану бібліотечну інформаційну систему «Ірбіс64» і розпочато створення електронного каталогу бібліотек системи. У 2018 році під час робочого візиту в Горішні Плавні Надзвичайний та Повноважний Посол Королівства Швеції в Україні Мартін Хаґстрьом подарував маленьким городянам дитячі книги шведських авторів українською мовою.
Діяльність ЦБС
З 2017 року в рамках літературно-музичного фестивалю «Мир і Україна» на базі міської бібліотеки проходить Міжнародний літературний конкурс «Місто поезії», у якому брали участь літератори з України, Італії, Греції, Ізраїлю, Сполучених Штатів Америки, Росії.
У 2018 році проведено Всеукраїнський конкурс живопису «Місто на мольберті», на якому представлено близько 70 робіт.
З 2014 року ЦБС бере активну участь у Міжнародному фестивалі документального кіно про права людини Docudays UA, що реалізується за підтримки Посольства Швеції в Україні. Щорічно в листопаді в читальній залі демонструються документальні фільми про права людини, проходять обговорення з молоддю.
З 2017 року започатковано проєкт «Фотосушка». Щоліта до читання книг та створення власними руками поробок-оригамі запрошують жителів міста в бібліотечну альтанку «У книжок немає канікул» та бібліодворик «Книга під парасолькою». У бібліотечній мережі проводяться різноманітні культурно-інформаційні заходи: квести, козацькі забави, онлайн мандрівки, екологічні мозаїки, велнес-тренінги, дискусійні гойдалки, літературно-правові мікси, правознавчі круїзи, книжкові сніданки, бібліоінформери, інтелектуальні ігри, літературні батли, поетичні пінг-понги, інше.
При центральній міській бібліотеці діють 11 клубів за інтересами: «Бібліодача», «Оберіг» (для людей з особливими потребами), Пен-салон «Літератор», літературна студія «Слово», «Пісенний калейдоскоп», «Рукодільниці», клуб оригамі «Мрія», «Фото-Кухня», «Від серця до серця» (для людей похилого віку спільний проєкт з ТЦСО «Калина»), «Орхідея» (проводиться в бібліотеках-філіях для мешканців сіл).
Для дітлахів у міській дитячій бібліотеці працює клуб настільних ігор "Game Club «Develop with joy».
Директори ЦБС
- Трєщова Зоя Григорівна (1967—2005);
- Бурдуковська Тетяна Іванівна (2005—2016);
- Дудко Олена Володимирівна (2016—понині).

### Музеї

Барельєф українському історику Юрію Шилову перед музеєм міста та ПГЗК

Історія музейної справи у Комсомольську сягає далеких 60-х років XX ст., коли розпочалося будівництво міста й гірничозбагачувального комбінату й виникла ідея про необхідність створення місцевого музейного осередку. Наприкінці 80-х р. у місті вже діяло кілька відомчих музеїв: музей 252-ї стрілецької дивізії при ПТУ № 15, краєзнавчий музей Комсомольського гірничо-металургійного технікуму (нині філія краєзнавчого музею) і звичайно, музей Полтавського гірничо-збагачувального комбінату.

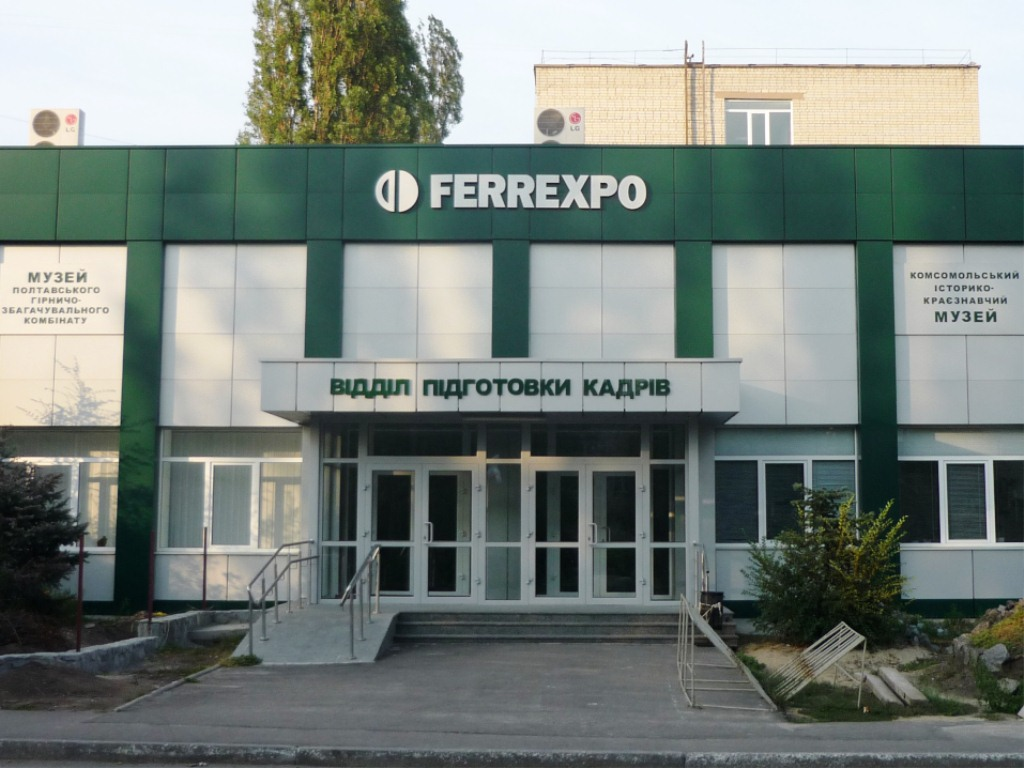
Музей міста та ПГЗК

Експозиція «Святині»

Музей ПрАТ «Полтавський гірничо-збагачувальний комбінат»
Музей ПрАТ «Полтавський гірничо-збагачувальний комбінат» відкритий у 1990 році в приміщенні відділу підготовки кадрів. Його експозиції розкривають історію дослідження Кременчуцької магнітної аномалії, етапи будівництва Полтавського ГЗК із його цехами й підрозділами. Музей ПрАТ «Полтавський ГЗК» заснований 27 лютого 1990 р. Основний фонд станом на 01.01.2019 р. становить близько 1000 одиниць зберігання. Кількість предметів у експозиціях — до 200. Щорічно музей відвідують понад 4 тисячі відвідувачів та екскурсантів. Проводиться близько 400 оглядових та тематичних екскурсій.
Краєзнавчий музей міста Горішні Плавні
У 2000 році відкритий краєзнавчий музей міста Горішні Плавні — осередок наукової та краєзнавчої роботи у місті. Це дало можливість охопити весь спектр життєдіяльності міста і його історії, задовольнити природну цікавість містян до української старовини, пам'яток археології, природних особливостей краю. Традиційними стало проведення регіональних та міжнародних археологічних конференцій, виставок, зустрічей з науковцями, краєзнавцями та творчою інтелігенцією. У ракурсі відродження національних традицій та історичних подій проходять майстер-класи народних умільців та фестиваль історичного середньовічного бою. Основний фонд станом на 01.01.2019 р. становить близько 16 тисяч предметів. Кількість предметів у експозиціях — 1 500 одиниць. Щорічно музей відвідують понад 4 тисячі відвідувачів та екскурсантів. Проводиться близько 400 оглядових та тематичних екскурсій.

### Палац культури і творчості
Палац культури і творчості міста Горішні Плавні — один із сучасних та провідних закладів культури Полтавщини, який відіграє значну роль у культурному житті міста, центр народної творчості, що допомагає мешканцям у реалізації творчого потенціалу, відкриває перед молодими талантами дорогу у світ мистецтва. Палац культури і творчості міста побудований за індивідуальним проєктом Валентина Костянтиновича Вавилонського (Зональний науково-дослідний інститут експериментального проєктування м. Києва). Його офіційне відкриття відбулося у грудні 1982 року. У 2019 році в Палаці культури і творчості працює 16 творчих колективів, 10 з них мають звання «народний», 3 — «зразковий».
Для проведення культурно-масових заходів у Палаці є велика зала на 850 місць, мала зала на 230 місць, зала урочистостей «Вікторія» на 100 місць, що обладнані сучасними технічними засобами. У Палаці культури і творчості створені належні умови для проведення занять: просторі класи, зручні репетиційні зали, велика сучасна сцена для виступів творчих та гастрольних колективів. Творчий колектив спрямовує свою діяльність на розвиток кращих традицій сучасного мистецтва, розвиток художньої самодіяльності та виявлення народних талантів.

### Клуби
- Туристичний гурток «Пілігрим»
- Клуб любителів коней «Лісовик»
- Альпіністський клуб «Плай» — клуб створений у 1978 році. Члени клубу здійснили більш як 1500 спортивних походів, зокрема в країнах: Австрія, Італія, Німеччина, Словаччина.
- Вогняна рись — громадська організація «Вогняна Рись» — клуб рольових ігор, займається військово-історичною реконструкцією Русі та Монголії XIV століття. Клуб бере участь у різних міських заходах, святах, корпоративах. ГО «Вогняна Рись» займається відродженням історичних коренів, для цього був організований клуб історичного фехтування, який реконструює обладунки, зброю, одяг і побут Русі та Монголії XIII—XIV століть. В якому будь-який учасник з 7-ми років, може відчути себе лицарем, або ж прекрасною дамою, освоїти володіння різними видами озброєння: мечі, сокири, алебарди, луки і т. д. Дає можливість узяти участь в масових і турнірних боях, виїжджати на різні фестивалі, полігонно-рольові ігри, які проходять по 4-5 днів, зануритися в світ історії, отримати величезну кількість адреналіну і масу задоволення. Дозволяє навчитися ковальської майстерності й верхової їзди. Тренування з фехтування проходять в спорт-залі школи № 6.
- Молодіжний туристичний клуб «TYP» — метою є вдосконалення особистості в дусі традицій українського народу. Організація поїздок учасників клубу, фестивалі, акції, конкурси і т. д. На зустрічах-зльотах навчання учасників клубу виживання в екстремальних умовах, старт формуванню соціально-корисної поведінки та ін.
- Клуб спортивно — бального танцю «Гармонія» — танцювальні пари клубу були переможцями та призерами регіональних та Всеукраїнських конкурсів: м. Олександрія, турнір «Дозвольте запросити»; м. Кіровоград, Всеукраїнські класифікаційні змагання «Новорічний карнавал» (у грудні 2006 року); м. Полтава, конкурс «Дует-2006» (у грудні 2006 року); м. Олександрія, класифікаційні змагання «У світі танцю» (березень 2007 р.) м. Харків, змагання «Нові зірки» (у квітні 2007 року); м. Київ, Чемпіонат України з спортивно-бального танцю (у квітні 2007 року) м. Полтава, конкурс «Діамантовий кубок» (у червні 2007 року); м. Кіровоград, Всеукраїнські класифікаційні змагання Центрального регіону (жовтень 2007 р.) м. Харків, Відкритий Кубок України — 2007 (листопад 2007 р.)

### Міські свята
- День міста — відзначається щороку 24 квітня. Цього дня 1972 Указом Президії Верховної Ради Української РСР № 123 селище міського типу віднесено до категорії міст районного підпорядкування
- День металурга — професійне свято жителів Горішніх Плавнів. Святкується щороку 16-19 липня.

### Фестивальний рух у місті
Горішні Плавні — місто, де традиційно щорічно проводиться безліч фестивалів фольклорного, мистецького, поетичного, спортивного, історичного, молодіжного спрямування.
Мистецький фестиваль-конкурс «Дніпрова хвиля» — у березні проводиться мистецький фестиваль-конкурс «Дніпрова хвиля», метою якого — виявлення й підтримка юних талантів та розвиток міських творчих колективів. У фестивалі беруть участь солісти-вокалісти, вокальні дуети, тріо, ансамблі та хореографічні колективи спортивно-бальної, естрадної й народної спрямованості, театри моди і танцю, циркові колективи, представники різних субкультур (реп, хіп-хоп, брейк-данс тощо). Вік учасників — від 6 до 20 років. Для участі у відбіркових турах фестивалю учасники заповнюють і подають заявки встановленого зразка, заклад готує та подає разом із заявками від колективів програму виступу своїх учасників. Заявки на участь подаються до відділу культури, спорту і туризму. Підсумки мистецького фестивалю-конкурсу «Дніпрова хвиля» оголошуються під час заключного гала-концерту учасників фестивалю та церемонії нагородження. У кожному жанрі й віковій категорії визначаються переможці, що посіли І, II та III місця, які отримують від міського голови дипломи лауреатів фестивалю та пам'ятні подарунки. Інші учасники, які також були відібрані членами журі для участі у гала-концерті, стають дипломантами фестивалю.
Фестиваль «Дніпровські витязі» — спортивні змагання з середньовічного історичного бою за версією IMCF (International Medieval Combat Federation), Міжнародної федерації середньовічного бою, що займається історичною реконструкцією лицарських боїв, середньовічного обладунку і зброї періоду XIII—XV століть. Змагання проводяться згідно з оригінальними правилами, в основу яких покладені тексти з Турнірної книги короля Рене. У цій книзі були описані норми рукопашного нелетального бою для турнірів французького принца Рене д'Анжу. Копія трактату 1460 року зберігається в Національній бібліотеці в Парижі. У нашій державі у 2016 році «середньовічний бій» визнаний неолімпійським видом спорту. На сьогодні рух набуває все більшої популярності у всьому світі. У Горішніх Плавнях цей напрямок понад 10 років розвиває ГО «Вогняна рись», учасники якої є членами Всеукраїнської збірної з історичного середньовічного бою. ГО «Вогняна рись» входить в Асоціацію клубів України з середньовічного бою «Айна Бера» та Всеукраїнську федерацію середньовічного бою. Фестиваль «Дніпровські витязі» вперше був проведений у м. Горішні Плавні у 2017 році на території півострова Барбара й зібрав більше 60 бійців та близько 3000 глядачів і учасників з усіх куточків країни. У ході культурно-спортивного заходу учасники змагаються в категоріях:
- 1х1 «щит меч», «меч-меч», «півтораручний меч»;
- масові бої «5 х 5» та «16 х 16».

Для любителів активного відпочинку працюють захопливі тематичні локації:
- арчертаг (групова гра лучного бою з використанням безпечного спортивного інвентарю;
- спортивний бій на мечах;
- стрільба з лука(історичного, спортивного);
- катання на конях.

Глядачі можуть відчути себе жителями середньовічного містечка, відвідавши алею майстрів та ярмарок виробів декоративно-ужиткового мистецтва, де можна придбати пам'ятні сувеніри ручної роботи: кераміку, прикраси, вироби з дерева й соломи, художнього ковальства та ін.
Родзинка заходу — виступи фольклорних груп, які виконують тематичну музику. Для гостей фестивалю проводяться майстер-класи з середньовічних танців. Працює фотозона, де можна одягнутися в автентичний костюм. Окраса фестивалю — живі скульптури.
Охочі можуть викарбувати монету та пригоститись крафтовими напоями і стравами середньовічної кухні. А надвечір можна спостерігати за виступами артистів вогняного шоу.
Молодіжний фестиваль ді-джеїв — з метою організації змістовного дозвілля для молоді протягом липня-серпня у суботу на танцювальному майданчику в Парку культури і відпочинку проходить молодіжний фестиваль ді-джеїв. Відповідно з Положенням фестивалю під час таких диско-марафонів найкращі ді-джеї та МС змагаються за приз глядацьких симпатій, набираючи найбільшу кількість голосів у соціальних мережах. На завершення дискотечного сезону за результатами голосування визначаються переможці, які отримують пам'ятні кубки та премії. А жителі та гості міста мають можливість протягом літа поринути в атмосферу запальних танців та яскравих емоцій.

Фестиваль «Калинове літо-2005»

Міжнародний фольклорний фестиваль «Калинове літо на Дніпрі» — міжнародний фольклорний фестиваль «Калинове літо на Дніпрі» заснований у місті Комсомольську (нині — Горішні Плавні) у 2000 році. Метою фестивалю є охорона та популяризація традицій та культурного надбання в таких формах, як: колоритна національна мова, танець, музика, народні ремесла, ігри та забави через зустрічі фольклорних колективів різних країн; формування естетичного смаку, виховання в молоді глибокої поваги до традиційної української національної культури та мови. Учасниками фестивалю є фольклорні колективи, які презентують автентичний, оброблений чи стилізований фольклор своїх країн. Захід проводиться за сприянням Міжнародної організації ЮНЕСКО, яку представляє в нашій державі українська секція CIOFF. За роки існування фестиваль об'єднав близько 3,5 тис. представників 70 колективів різних країн світу. Мешканці міста та гості мали змогу познайомитися з цікавими й талановитими учасниками зі США, Фінляндії, Індії, Португалії, Латвії, Боснії та Герцеговини, Туреччини, Македонії, Італії, Китаю, Таїланду, Мексики, Республіки Того, Алжиру, Чехії, Румунії, Кореї, Ізраїлю, Сербії, Польщі, Північного Кіпру, Індонезії, Іспанії, Північної Осетії, Болгарії, Словенії, Греції, Словаччини, Білоруси, Молдови, Грузії, Вірменії, Естонії, Росії та України. Директором фестивалю є Ірина Зеленська, начальник відділу культури, спорту і туризму. Щоб взяти участь у Міжнародному фольклорному фестивалі «Калинове літо на Дніпрі», колективу необхідно надіслати на електронну адресу рекламно-інформаційні матеріали: анкета-заявка, фото, характеристика колективу, відеоматеріали, список учасників.
Міжнародний фестиваль робототехніки «FERREXPO ROBOT FEST» — заснований у місті Горішні Плавні у 2015 році за ініціативи міського голови Дмитра Бикова. Це свято юних науковців, які демонструють свої знання, вміння конструювати та програмувати роботів з конструкторів LEGO. Мета фестивалю робототехніки «FERREXPO ROBOT FEST» — привернення уваги молодого покоління до галузей робототехніка та інженерія; стимулювання інтересу учнів до здобуття технічних знань та основ програмування; розвиток у дітей навичок дослідницької, аналітичної роботи, експериментування та критичного мислення через STEM-освіту. Організатори фестивалю — Горішньоплавнівська міська рада, відділ освіти і методичний кабінет, ЗОШ I—III ступенів № 1, компанія «FERREXPO», ТОВ «Інноваційні освітні рішення».
Партнери фестивалю — Благодійний фонд Полтавського гірничозбагачувального комбінату, КП «Міський ПКіТ»; інформаційні партнери — ТОВ "ТРК «ГОК», газета «Хроніки тижня». За роки існування у фестивалі взяли участь близько 300 команд із різних куточків України та близького зарубіжжя: міст Жодіно (Республіка Білорусь), Києва, Черкас, Кременчука, Кропивницького, Вугледара, Харкова, Запоріжжя, Дніпра, Тернополя, Чернігова, Золотоноші, Вінниці, Кіровоградської, Одеської, Черкаської областей та міста Горішні Плавні. «FERREXPO ROBOT FEST 2018» відвідала делегація зі школи механіки № 2 м. Рацибожа (Польща).
Учасники фестивалю змагаються в п'яти категоріях: «Сумо. Автономні роботи», «Сумо. Керовані роботи», «Слалом 2.0», «Робофутбол» та «Перевізник» (для наймолодших робототехніків з наборами WEDO 2.0).
Для гостей фестивалю працюють активні зони: селфі з найбільшим лего-роботом, дитячий робофутбол, гонки роботів, Лего-місто, конструювання робота «Валлі», будування «Міста майбутнього». Усі учасники фестивалю отримують сертифікати та заохочувальні призи від компанії FERREXPO. Загальний призовий фонд склав 250 тис. грн.
Всеукраїнський конкурс «Місто на мольберті» — започаткований у 2018 році за ініціативи міського голови Дмитра Бикова.
Організатори — Горішньоплавнівська міська рада та відділ культури, спорту і туризму, комунальний заклад «Централізована бібліотечна система».
Мета конкурсу — зберегти для нових поколінь мальовничі види Горішніх Плавнів на момент 2018 року.
Учасники конкурсу — живописці з різних міст України.
15 листопада 2018 року завершився перший творчий конкурс живопису «Місто на мольберті», у якому взяли участь митці з Києва, Львова, Харкова, Полтави, Прилук, Кривого Рогу, Світловодська, Кременчука, Горішніх Плавнів. Усього подано близько 70 робіт. За умовами конкурсу містяни голосують онлайн за фотокопії робіт, які представлені на сторінці міської ради у мережі «Facebook». За результатами конкурсу проводиться виставка в міській виставковій залі за адресою: проспект Героїв Дніпра, 40.
III Міжнародний літературний конкурс «МІСТО ПОЕЗІЇ/CITY OF POETRY» — мета конкурсу «МІСТО ПОЕЗІЇ/CITY OF POETRY»: висвітлення та об'єднання творчого потенціалу представників різних націй і народів світу на основі співпраці, задля тріумфу миру і принципів універсальної мови культури й мистецтва. Конкурс присвячується розвитку духовної свідомості людини й піднесенню на належну висоту та популяризації творів сучасної літератури, які можуть бути представлені на міжнародний конкурс чотирма мовами: українською, англійською, італійською. У конкурсі можуть брати участь сучасні автори будь-якої національності та віку, незалежно від місця чи країни проживання. Літературні поетичні твори та проза можуть бути різноманітної тематики. Разом з тим не будуть допускатися до участі в конкурсі «МІСТО ПОЕЗІЇ/CITY OF POETRY» твори низької якості та такі, що матимуть нецензурні вислови або нестимуть у собі пропаганду насильства й війн.
Конкурс має 3 категорії:
- Категорія «А» — неопублікована поезія (максимум 3 вірші, кожен — у трьох примірниках, надруковані на аркушах паперу формату А-4, 12 розміром шрифту Times New Roman);
- Категорія «Б» — опублікована поезія (3 примірники опублікованих книг);
- Категорія «В» — проза (неопубліковані оповідання розміром не більше 12 сторінок, у трьох примірниках, надрукованих на аркушах паперу форматом А-4, 12 розміром шрифту Times New Roman).

Міжнародне літературне журі — з експертів жанрів та мов — розглядає творчі доробки й визначає переможців даного конкурсу.
У 2018 році в конкурсі взяли участь 50 літераторів, з яких 9 — іноземці (Італія — 5 осіб, Швеція — 1, Греція — 1, США — 1, Ізраїль — 1)..

## Спорт

### XXXI Літні Олімпійські ігри
У XXXI Літніх Олімпійських іграх-2016, що відбувалися в Ріо-де-Жанейро, брали участь троє спортсменів з міста: майстер спорту України міжнародного класу з веслування на байдарках і каное Павло Алтухов, майстер спорту України міжнародного класу з веслування на байдарках і каное Дмитро Янчук та майстер спорту України міжнародного класу з тріатлону Іван Іванов.

Дмитро Янчук та Тарас Міщук на Ріо-2016

Бронзовим призером Олімпіади у змаганнях із веслування на каное-двійках на дистанції 1000 м. став дует Дмитро Янчук (м. Горішні Плавні) — Тарас Міщук (м. Львів).
Переможців та учасників Олімпійських ігор, які повернулися з Ріо-де-Жанейро, в аеропорту «Бориспіль» урочисто зустріли віцепрезидент НОК України, перший заступник Міністра молоді та спорту України Ігор Гоцул, міський голова Горішніх Плавнів Дмитро Биков, секретар Горішньоплавнівської міської ради Сергій Дорота, близькі та рідні, численні вболівальники, ЗМІ.
Міський голова Дмитро Биков відзначив спортсменів Подяками Горішньоплавнівської міської ради і виконавчого комітету. З нагоди визначної події, першим в Україні, вручив усім трьом учасникам XXXI Літніх Олімпійських ігор 2016 р. ключі від квартир.

### XXXII Літні Олімпійські ігри
На XXXII Літніх Олімпійських іграх-2021 каноїстка Людмила Лузан, яка виступає за місцевий веслувальний клуб «Гірник», виграла «бронзу» в індивідуальних заїздах на дистанції 200 метрів і «срібло» в парі з Анастасією Четверіковою в гонці на 500 метрів.
По завершенню змагань у Токіо представників збірної команди України з веслування, у складі якої прибули спортсмени горішньоплавнівського веслувального клубу «Гірник» (срібна та бронзова призерка Людмила Лузан, учасники Олімпіади-2020: Людмила Кукліновська, Павло Алтухов та Дмитро Янчук, їх тренер Микола Мацапура), у міжнародному аеропорту «Бориспіль» від імені Горішньоплавнівської міської громади зустрічали міський голова, голова відділення НОК України в Горішніх Плавнях Дмитро Биков, секретар Горішньоплавнівської міської ради Сергій Дорота, виконавчий директор відділення НОК України в Горішніх Плавнях Микола Шишліков.
У Горішніх Плавнях на честь олімпійців на Театральній площі відбувся урочистий загальноміський захід і нагородження. Мер Горішніх Плавнів Дмитро Биков привітав спортсменів, вручив Людмилі Лузан від імені міської влади ключі від трикімнатної квартири. Крім того, усі олімпійці з Горішніх Плавнів, які представляли місто в Токіо (веслувальники Дмитро Янчук, Павло Алтухов, Людмила Кукліновська й Людмила Лузан), отримали грошові винагороди по 100 тис. грн. Їх тренер Микола Мацапура – винагороду 200 тис. грн.
За дві літні Олімпіади спортсмени з Горішніх Плавнів завоювали кожну десяту медаль української збірної.

### XXXIII літні Олімпійські ігри
У XXXIII літніх Олімпійських іграх-2024 в Парижі брали участь 5 спортсменів із Горішніх Плавнів: веслувальники на каное Людмила Лузан, Павло Алтухов, веслувальники на байдарці Олег Кухарик, Ігор Трунов; спортсмен із стрільби кульової Максим Городинець.
На Олімпіаді каноїстка Людмила Лузан (веслувальний клуб «Гірник», тренер Микола Іванович Мацапура) виборола «срібло» в каное-двійці разом із Анастасією Рибачок на дистанції 500 метрів 
По завершенню змагань олімпійців урочисто зустрічали 13 серпня в Києві на залізничному вокзалі міський голова, голова відділення НОК України в Горішніх Плавнях Дмитро Биков, секретар Горішньоплавнівської міської ради Сергій Дорота, виконавчий директор відділення НОК України в Горішніх Плавнях Микола Шишліков. 15 серпня 2024 року на честь олімпійців і тренерів у Горішніх Плавнях у міському Палаці культури і творчості відбувся урочистий загальноміський захід, де міський голова Дмитро Биков вручив срібній призерці Олімпіади, спортсменам-учасникам і тренерам квіти й грошові сертифікати 

### ДЮСШ
В місті працює три дитячо-юнацькі спортивні школи, у яких організовано учбово-тренувальний процес з 13 видів спорту. У дитячо-юнацькій спортивній школі № 1 (ДЮСШ № 1) навчально-тренувальний процес проходить на спортивних спорудах фізкультурно-оздоровчого комплексу, у спеціалізованій залі з боксу і шаховому клубі, стрілецькому тирі, тенісних кортах, велобазі, стадіоні «Гірник», плавальному басейні «Нептун» у відділеннях:
- боксу;
- тенісу;
- кульової стрільби;
- велоспорту;
- шахів;
- легкої атлетики;
- плавання.[46]

У дитячо-юнацькій спортивній школі № 3 (ДЮСШ № 3) навчально-тренувальний процес проходить на спортивних спорудах яхт-клубу, спорткомплексу «Динамо», спортивній залі № 2 у відділеннях:
- веслування на байдарках та каное;
- веслування на човнах «Дракон»;
- баскетболу;
- бадмінтону;
- відділення вітрильного спорту.[47]

У місті діє відділення Національного олімпійського комітету України в м. Горішні Плавні, голова відділення Биков Дмитро Геннадійович.

## Релігія

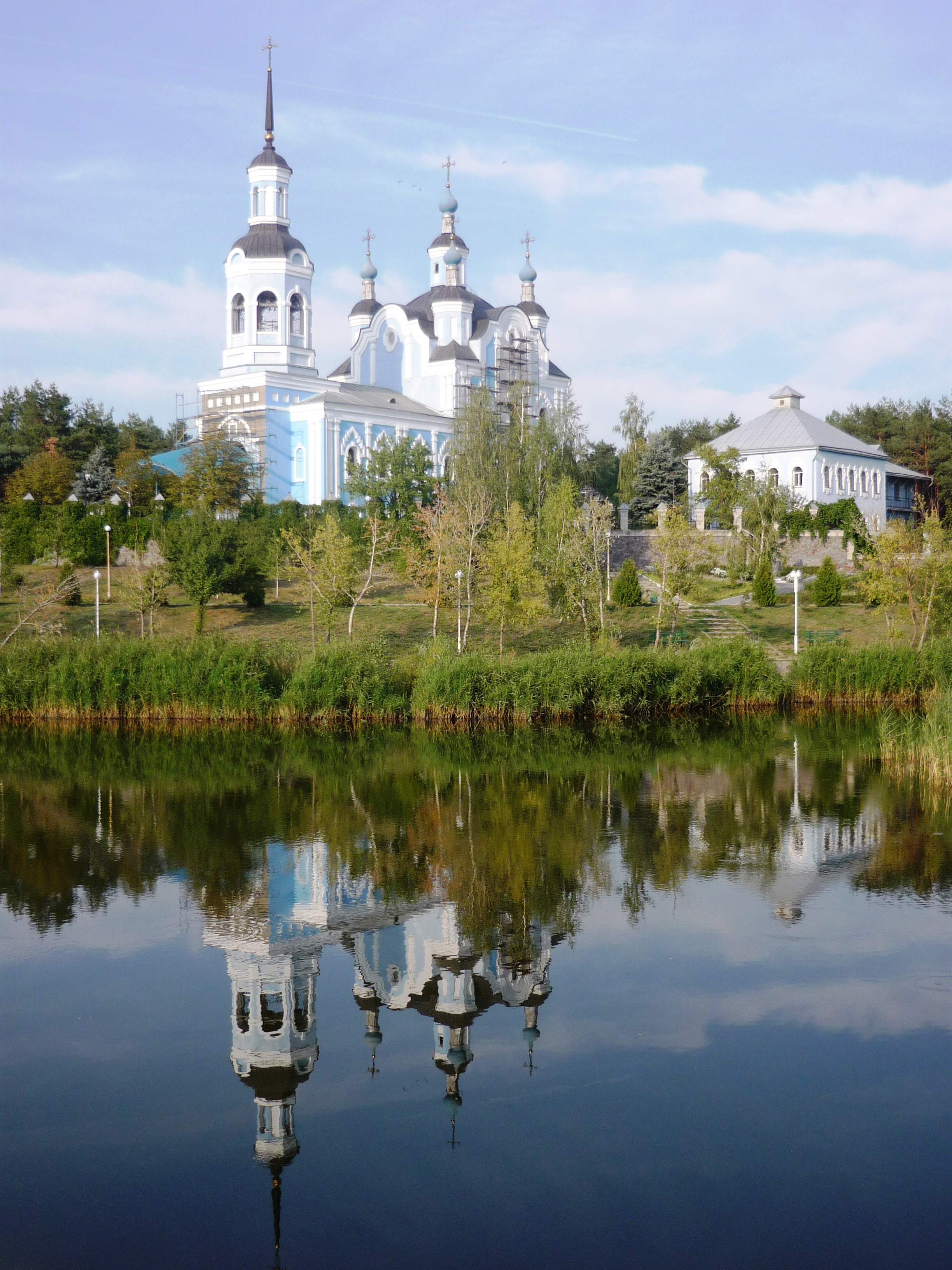
Свято-Миколаївський собор

- Полтавська місіонерська духовна семінарія (УПЦ МП)
- Свято-Миколаївський собор і його недільна школа[49][50] (УПЦ МП)[51]
- Храм Святої Блаженної Ксенії Петербурзької (УПЦ МП)
- Храм Трьох Святителів (УПЦ МП)
- Церква Християн — Баптистів
- Церква Християн Адвентистів Сьомого дня
- Громада Свідків Єгови

## Інститути громадянського суспільства
Інтереси інститутів громадянського суспільства в місті представляє громадська рада при Горішньоплавнівській міській раді Полтавської області, що переобирається кожні 2 роки.
16 квітня 2019 року на 44-й сесії Горішньоплавнівської міської ради сьомого скликання був затверджений новий склад громадської ради при міській раді у кількості 13 осіб. Головою громадської ради обрано Сергія Сергійовича Олешка, юрисконсульта Благодійного фонду «Полтавського гірничо-збагачувального комбінату».
Серед інститутів громадянського суспільства найбільш активними в місті є:
- Профспілковий комітет Первинної організації Профспілки трудящих металургійної і гірничодобувної промисловості України ВАТ «Полтавський ГЗК»;
- Благодійний фонд «Полтавського гірничозбагачувального комбінату»;
- Духовно-просвітницький центр при Свято-Миколаївському соборі;
- Громадська організація «Ветерани Другої світової війни і праці»;
- Громадська організація «Багатодітна сім'я»;
- Громадська організація клуб «Ділова жінка»;
- Громадська організація "Веслувальний клуб «Гірник»;
- Громадська організація «Соціальна підтримка»;
- Місцева(обласна) громадська аналітично-консультаційна організація по адаптації осіб, звільнених з місць позбавлення волі «Вороття»;
- Громадське формування «Муніципальна варта»;
- Студія «ГОК ТВ»;
- Газета «Телеекспрес»;
- Газета «Хроники недели»;
- Громадська організація «Центр муніципального розвитку»;
- Громадська організація "Міське товариство інвалідів «Стимул»;
- Громадська організація "Товариство захисту прав дітей-інвалідів «Ніжність»;
- Громадська організація «Непереможні»;
- Громадська організація „Центр розвитку дитини і сім'ї «РОДІС»“;
- Громадська організація «Ферум»;
- Громадська організація «Драгонком»;
- Творча спілка літераторів міста Горішні Плавні «Діалог»;
- Громадська організація «Пульс країни»;
- Клуб першопроходців «Полтавська магнітка»;
- Громадська організація «Першозасновників Полтавськогогірничо-збагачувального комбінату»;
- Громадська організація «Творче місто».

## Медіа
- Комунальне підприємство "Редакція міської газети «Громадська думка»
- ТОВ "Телерадіокомпанія «ГОК» (власник - Жеваго Олег Валентинович)
- Газета «Хроніки тижня»[52]

## Міські відзнаки
Почесна грамота виконавчого комітету Горішньоплавнівської міської ради є формою заохочення окремих осіб, трудових колективів підприємств, установ і організацій міста всіх форм власності та свідченням їхнього вагомого внеску в розвиток економіки, науки, освіти, культури, мистецтва, охорони здоров'я, фізичної культури та спорту, бізнесу, зміцнення авторитету міста, активну благодійну, гуманістичну і громадську діяльності. Почесною грамотою нагороджуються громадяни України, іноземні громадяни, особи без громадянства, трудові колективи за високі виробничі, науково-технічні, творчі досягнення, результатом яких стало покращення показників роботи підприємств, установ та організацій, значний внесок в одну чи кілька сфер діяльності, зазначених у пункті 1 цього Положення, а також за мужність і героїзм, проявлені у надзвичайних ситуаціях.
Щира вдячність виконавчого комітету Горішньоплавнівської міської ради є формою заохочення окремих осіб, трудових колективів підприємств, установ і організацій міста всіх форм власності. Щира вдячність виконавчого комітету Горішньоплавнівської міської ради висловлюється окремим особам, трудовим колективам підприємств, установ і організацій міста за високі трудові досягнення, професійну майстерність, громадську та благодійну діяльність і присвячується до ювілейних та знаменних дат осіб, підприємств, установ, організацій.
У 1985 у місті було засновано звання «Почесний громадянин міста Горішні Плавні», яке є найвищою оцінкою територіальної громади і присвоюється особам, які мають видатні заслуги, а також зробили особистий внесок у розвиток міста, йог економіки, культури, освіти, науки і спорту, чия багаторічна виробнича, благодійна, просвітницька та громадська діяльність одержала визнання містян. Разом із посвідченням про нагороду вручаються пам'ятний знак та стрічка з написом «Почесний громадянин міста Горішні Плавні».

## Пам'ятники
Місто багате на класичні та неординарні пам'ятки мистецтва. Значну кількість з них витворив скульптор Олег Рябо.
Міський парк культури та відпочинку приваблює численними ігровими майданчиками посеред сосен, з-поміж яких розкидані скульптури героїв дитячих казок: Кіт у чоботях, Білосніжка та семеро гномів, Баба-Яга, Змій Горинич, Голова велетня.
Певний час міський парк прикрашала скульптура барона Мюнхгаузена, проте, вона була перевезена до міста Кременчука.
Територія паркового озера прикрашена пам'ятниками поблизу Свято-Миколаївського собору:
- Миколай Чудотворець
- Покрова Пресвятої Богородиці на братській могилі козаків

Скульптура на композиція «Покрова Пресвятої Богородиці» на братській могилі козаків з'явилася у 2006 році. У кургані у різний час були перепоховані рештки українських козаків. Так, 17 жовтня 1992 року тут перепоховано рештки козаків, знайдених під час розкопок курганів біля села Підлужжя, 16 жовтня 1993 — знайдених під час розкопок курганів біля села Чирвівки та хутора Кормилиці, а 14 жовтня 2004 року тут було перепоховано рештки козаків, знайдені під час розкопок кургану Могила Стовбувата біля села Волошине.
- скульптура козак-бандурист.
- скульптура козак у молитві.
- Пам'ятник гірникам
- Пам'ятник робітникам

На вулицях міста розташовані як серйозні, так і комічні скульптури.
- Пам'ятник Т. Г. Шевченку
- Пам'ятний знак академіку В. І. Вернадському знаходиться в с. Дмитрівка. Автор пам'ятного знака — Стахів М. П.
- Пам'ятник Ю. Кондратюку
- Пам'ятний знак «Палатка першопрохідників» засновникам міста
- Пам'ятний знак-символ Полтавського гірничо-збагачувального комбінату
- Пам'ятний знак академіку Шилову.

Пам'ятний знак розташовано біля міського музею і являє собою невеликий насип, що символізує курган, із установленим на вершині каменем, на якому прикріплено барельєф із зображенням відомого археолога Шилова Юрія Олексійовича. Юрій Олексійович удостоївся такої честі завдяки своїм роботам і співпраці з музеєм міста. Ведучи розкопки в районі Горішніх Плавнів написав кілька книг з історії нашого краю. Хоча пам'ятний знак і називається «академіку Шилову», офіційно Шилов Юрій Олексійович не є дійсним членом академії наук. Більш того, його роботи піддаються критиці з боку офіційних істориків. Насправді Шилов Ю. А. обраний академіком Академії Оригінальних ідей
- Скульптура працівника ДАІ

Скульптура зображає пишного інспектора ДАІ, сорочка якого ледве сходиться на пузі. У правій руці жезл. На голові — кашкет з написом «ДАІ» (Державна Авто Інспекція), на грудях орден «Дають — бери». Початковий варіант встановленої скульптури був негативно сприйнятий працівниками міліції. Олегу Рябо, як автору довелося змінити деякі деталі. Так на кашкеті довелося замінити слово «ДАЙ» на «ДАИ», а купюри, що стирчали з кишені — зовсім прибрати.
- Скульптурна композиція «Бабуся з насінням»

Скульптура являє собою сидячу на базарі бабусю в хусточці, права рука якої вказує на миску з насінням, де стоять дві наповнені склянки (маленька і велика). Поруч з бабусею стоїть ящик, як лавка для охочих сфотографуватися. Біля ніг бабусі — кішка. Розташована скульптурна композиція на вулиці Гірників. Упродовж багатьох років на цьому місці був стихійний ринок. Влада винесла рішення знести ринок і на його місці розбити сквер. Схоже, що бабуся торгує не лише насінням. Якщо заглянути на скульптуру зі зворотного боку то можна побачити під «прилавком» з насінням пляшку. Місцеві торговці (старий стихійний ринок знесли, але новий виник трохи оддалік від скверу) придумали прикмету: якщо посидіти поруч з «комерсанткою» до сходу сонця, то до кінця дня в торгівлі буде супроводжувати удача.
- Скульптурна композиція «Хатка веселих бобренят» на території дитячого містечка
- Скульптурна композиція «Кіт Леопольд з мишенятами» знаходиться поряд з будинком по проспекту Героїв Дніпра, 40.
- Скульптурна композиція «Лавочка наречених» біля міського РАЦСу
- Немовля у капусті біля міського РАЦСу
- Мудра сова біля міської дитячої бібліотеки
- Скульптурна композиція «Сантехнік з цуценям»
- Свиня в калюжі

Меморіали:
- Пам'ятні стели воїнам-інтернаціоналістам та воїнам Другої світової війни
- Пам'ятна стела загиблим на виробництві
- Меморіал пошани тих, хто форсував Дніпро «Журавлі» на території профілакторію
- Пам'ятний знак загиблим на території гірничого ліцею
- Пам'ятний знак ліквідаторам аварії на ЧАЕС
- Меморіальний комплекс «Захисникам Вітчизни»

У центрі комплексу стоїть гранітний обеліск заввишки близько 6 метрів, на якому укріплена металева п'ятикутна зірка. За обеліском гранітна стіна на якій прикріплені сталеві пластини з переліком загиблих воїнів. Перед обеліском — Вічний вогонь. Обабіч обеліска — вертикальна плита з іменами загиблих. Меморіальний комплекс споруджений на братській могилі радянських воїнів, перепоховання праху яких відбулося в 1968 році в районі кінотеатру «Юність».
- Обеліск слави

Обеліск Слави був зведений у 1974 році на честь воїнів, загиблих при форсуванні Дніпра.
Автори: Н. Борисенко, Л. Царегородський, Г. Буц.
У центрі композиції височать три двадцятиметрові колони, обрамлені у верхній частині поясом із лаврового листя з зіркою в центрі. У підніжжя лежить металева плита з написом: «Вічна слава воїнам двісті сорок третього полку 89-ї Бєлгородсько-Харківсько-Кременчуцької дивізії 37-ї армії, загиблим в боях за нашу Радянську Батьківщину при форсуванні Дніпра в 1943 році».

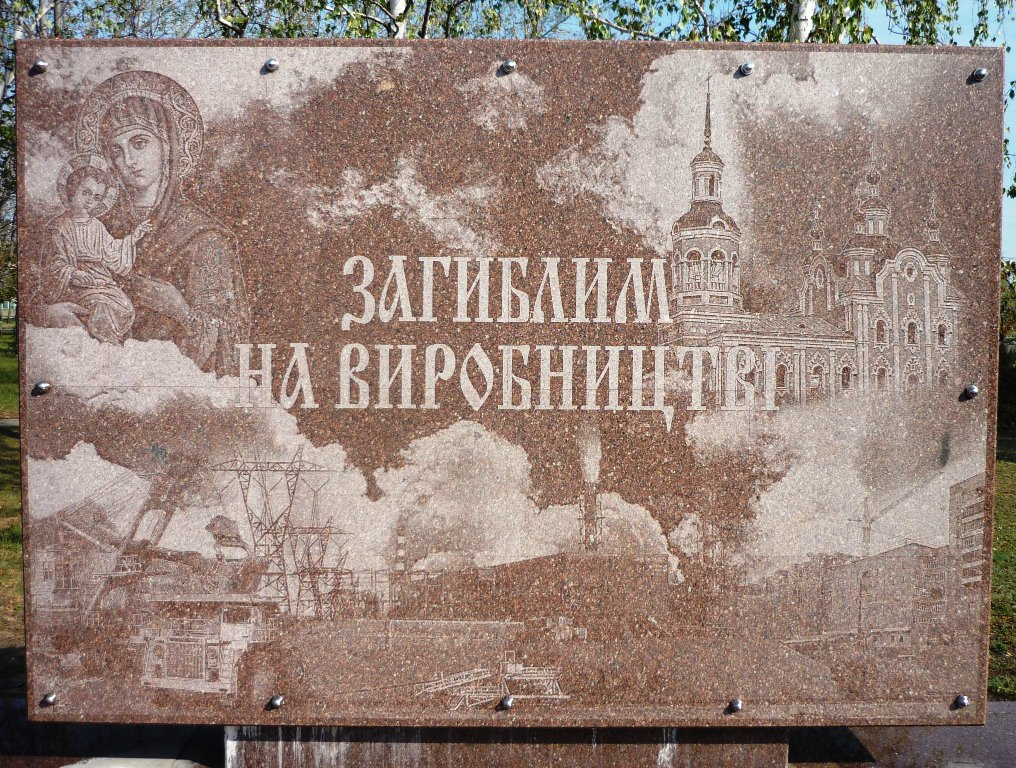
Загиблим на виробництві
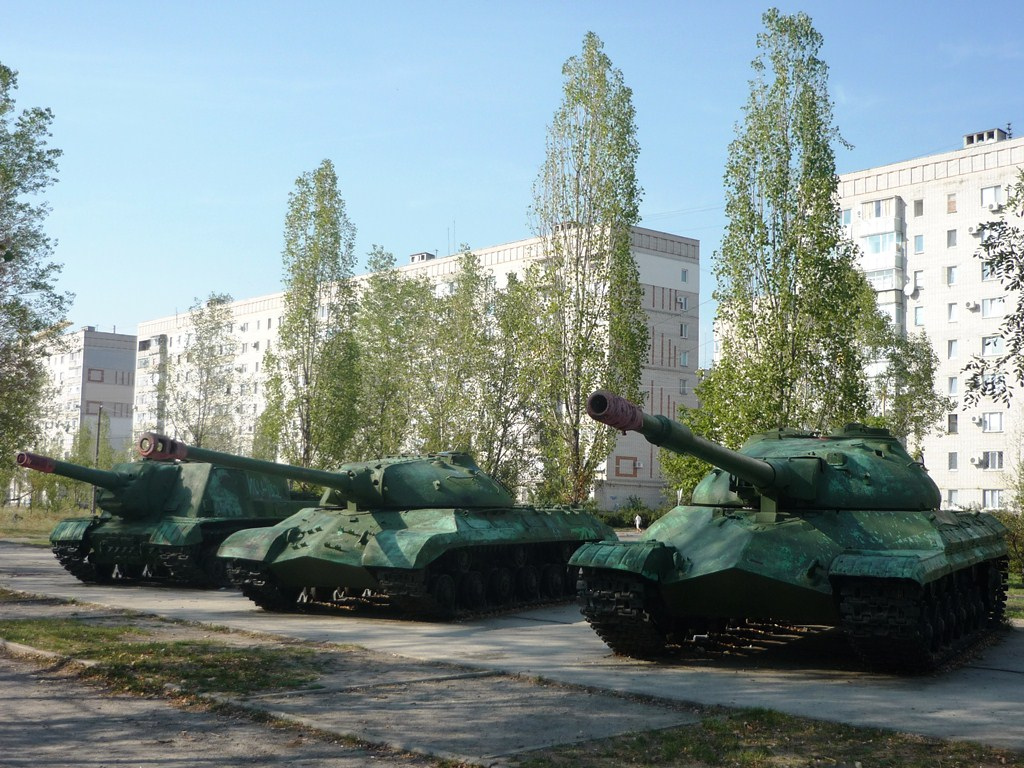
Танки на алеї слави
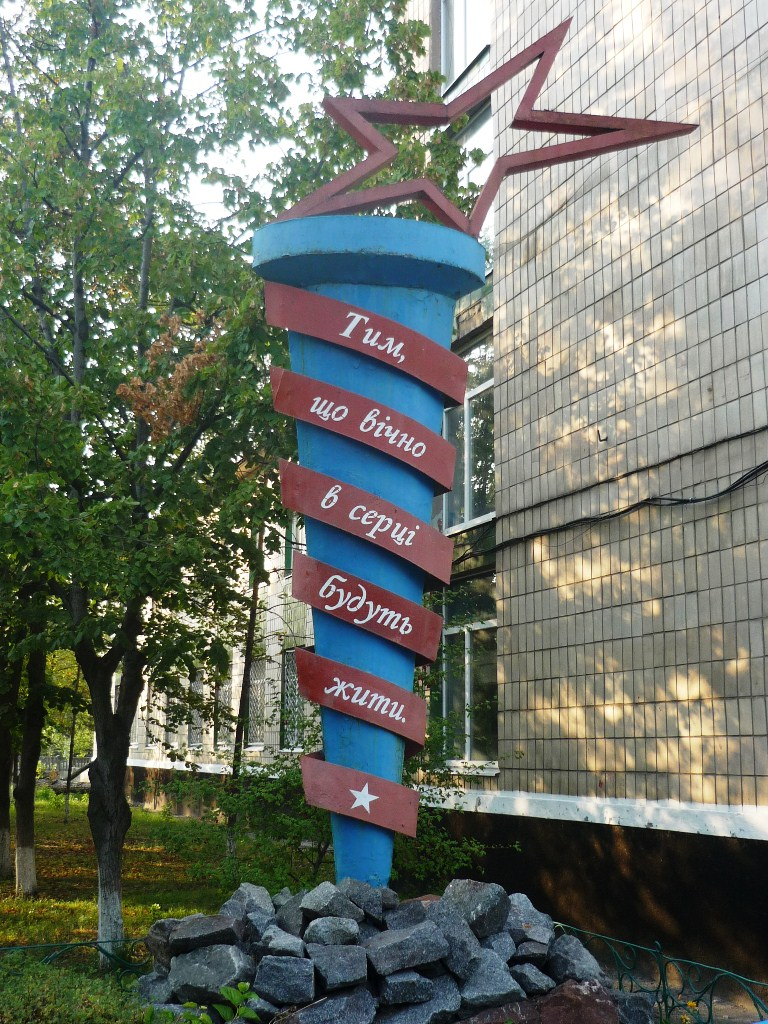
Загиблим на війні

## Особистості
- Афонін Володимир Сергійович — профспілковий діяч
- Бадагов Володимир Федорович — директор ПГЗК
- Білоконь Олександр Вікторович (1974—2015) — солдат Збройних сил України, учасник російсько-української війни.
- Большакова (Амшеннікова) Ірина — спортсменка
- Бугаєвська Людмила Іванівна — голова міськради, освітянка
- Василенко Павло Петрович — голова міськради, політик
- Вісич Олеся — українська співачка, солістка гурту «В двух шагах»
- Волошин Євгеній Петрович (1978—2017) — український військовий льотчик, миротворець, підполковник Збройних сил України, учасник російсько-української війни.
- Гаврилова (Жеман) Яна — українська співачка
- Гузенко Юрій Олександрович — український художник-монументаліст
- Дерев'янченко Владислав Олександрович (1997—2023) — солдат Збройних сил України, учасник російсько-української війни.
- Довгань Ілона Леонідівна — журналіст
- Єрьоменко Валентин Іванович — почесний громадянин міста[55]
- Жеваго Костянтин Валентинович — політик
- Зайцев Микола Володимирович (1977—2014) — майор Державної прикордонної служби України, учасник російсько-української війни.
- Кондаков Віталій Олексійович (1973—2016) — капітан 3-го рангу Збройних сил України, учасник російсько-української війни.
- Коробков Микола Іванович — почесний громадянин міста[55]
- Кубіков Володимир Федорович — першопроходець міста
- Лотоус Віктор Вікторович — голова правління ПрАТ «Полтавський ГЗК», гірник
- Лук'яненко Олександр Вікторович — поет, письменник, науковець
- Мартиненко Володимир Петрович — директор ПГЗК, металург
- Мороз Олександр Григорович — почесний громадянин міста[55]
- Охота Ганна Русланівна (нар. 1996) — українська боксерка, краща боксерка України-2018. Срібна призерка Чемпіонату світу; бронзова призерка Чемпіонату Європи.
- Нижниченко Віктор Олексійович — архітектор
- Павлік Віктор Франкович — український співак, заслужений артист України, артист мистецької агенції «Територія А», гітарист.
- Павлік Олександр Вікторович — український співак
- Півень Володимир Григорович (нар. 1976) — український художник
- Попов Олександр Миколайович — кіноактор
- Попов Олександр Павлович — голова міськради, політик
- Потапенко Володимир Дмитрович — відомий український колекціонер-ніковіліст
- Сирота Любов Макарівна — поетеса, з 1978 по 1983 жила у місті, працювала в гірничо-металургійному технікумі, керувала літературним об'єднанням «Пошук».
- Фролов Іван Семенович — почесний громадянин міста[55]
- Чубарева Ольга — солістка Національної філармонії України, оперна співачка, «Lady Opera», народна артистка України
- Юденко Дмитро Анатолійович (1986—2023) — молодший сержант Збройних сил України, учасник російсько-української війни.
- Юденко Євгеній Анатолійович (1987—2014) — сержант Збройних сил України, учасник російсько-української війни.
- Ibigdan — український топ-блогер

## Міжнародні відносини

### Поріднені міста
- Славутич, Україна
- Унгени, Молдова (2008)[56]
- Фрідріхсгафен, Німеччина (2024)[57][58][59]